# Pochowani na cmentarzu Powązkowskim w Warszawie
Pochowani na cmentarzu Powązkowskim – lista zawiera wybrane osoby encyklopedyczne pochowane na cmentarzu Powązkowskim w Warszawie.

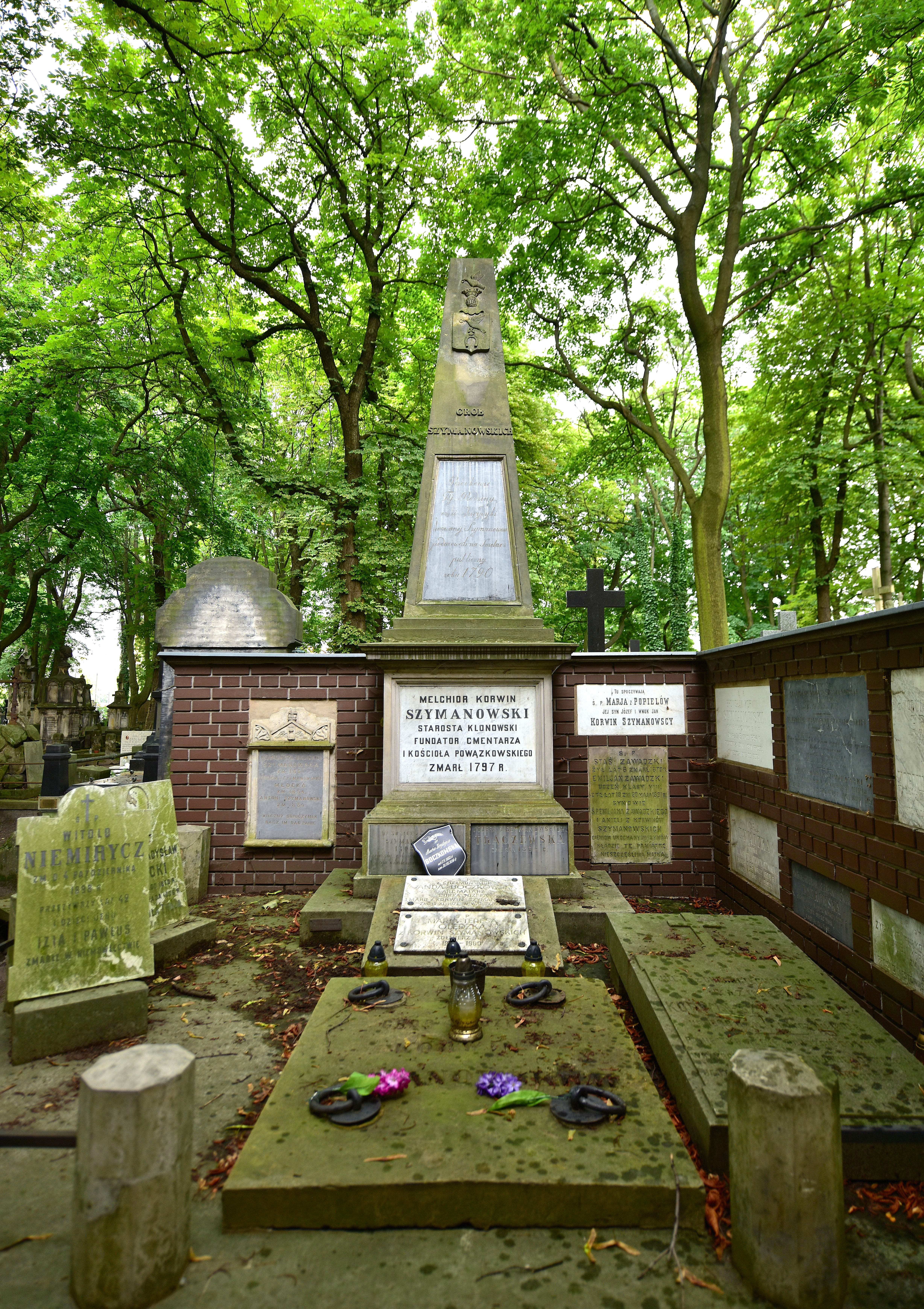
Grób Melchiora Korwina Szymanowskiego, fundatora cmentarza, i jego rodziny

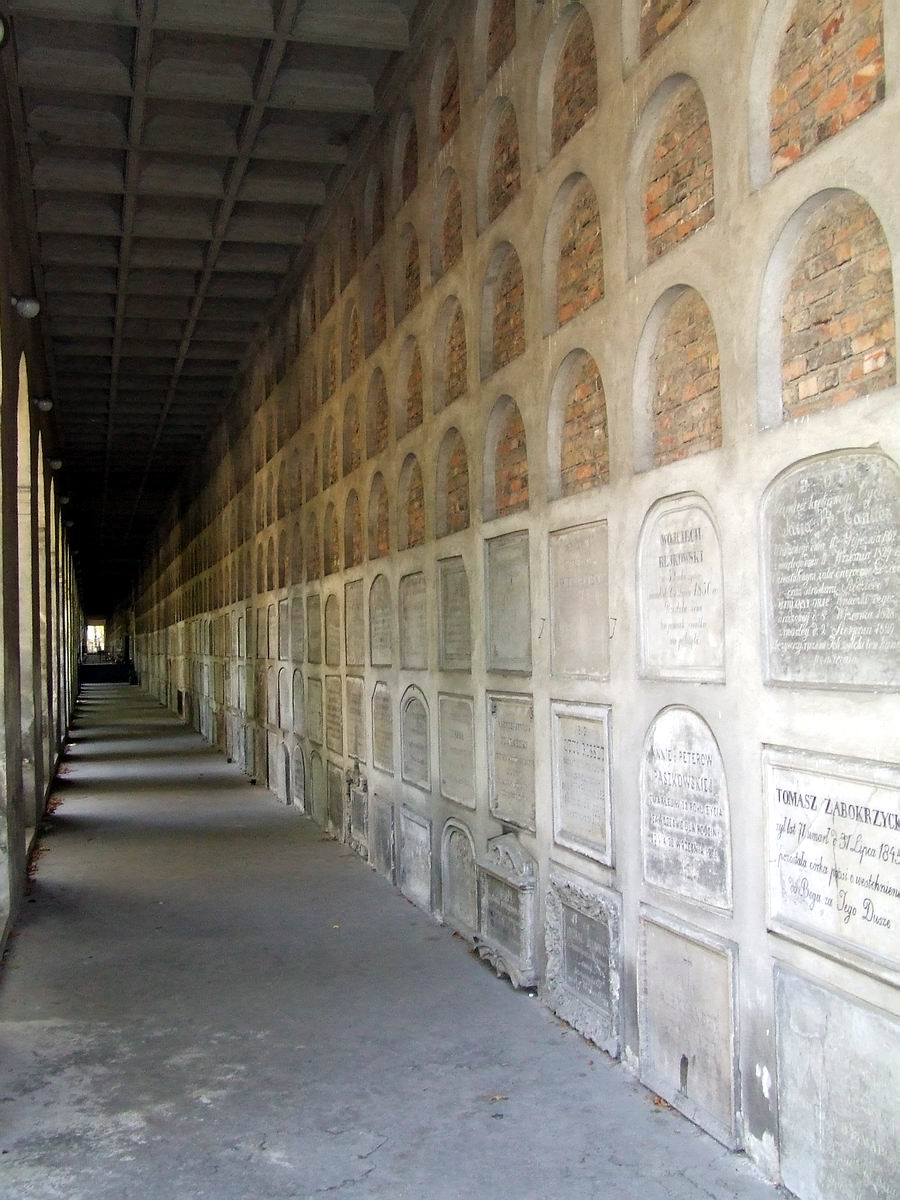
Katakumby

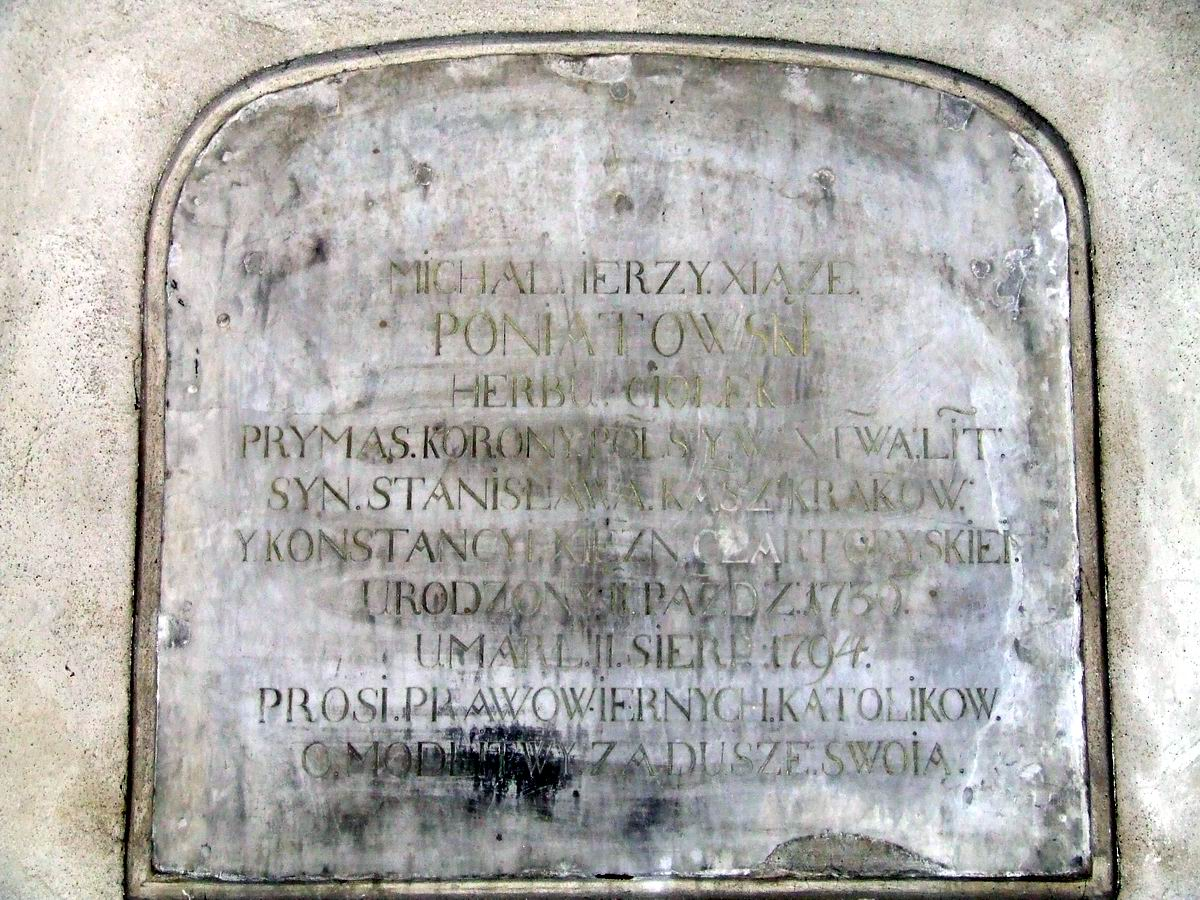
Katakumby – tablica nagrobna Michała Poniatowskiego

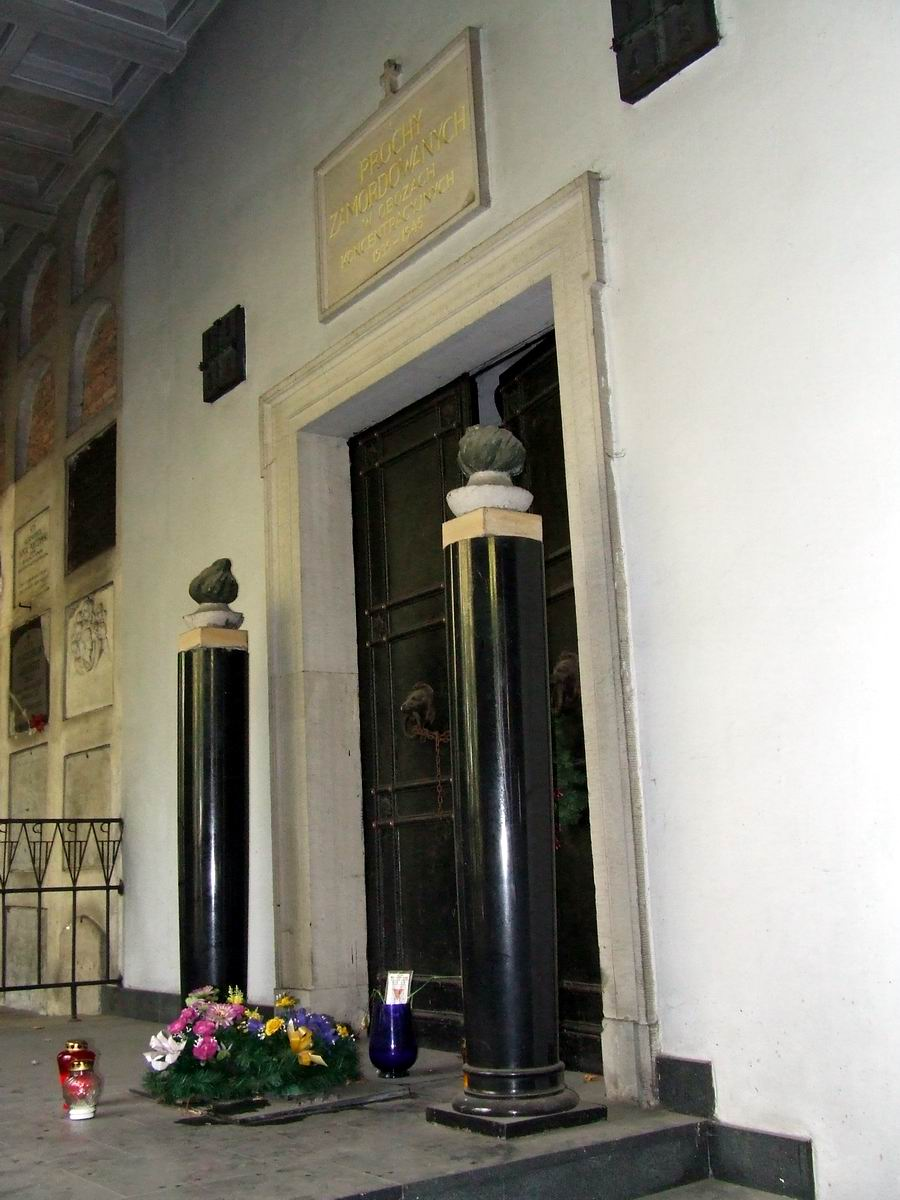
Katakumby – Mauzoleum zawierające prochy pomordowanych w obozach koncentracyjnych

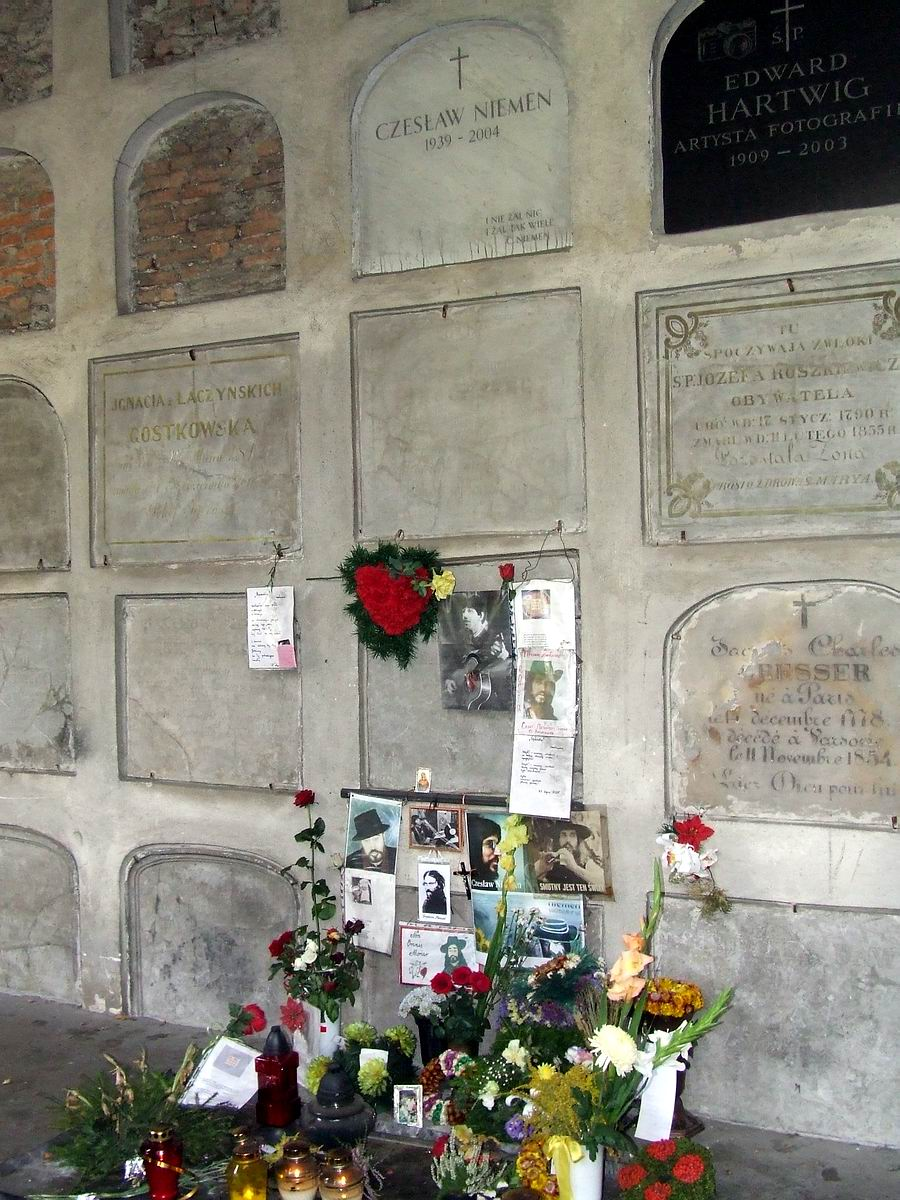
Katakumby – grób Czesława Niemena

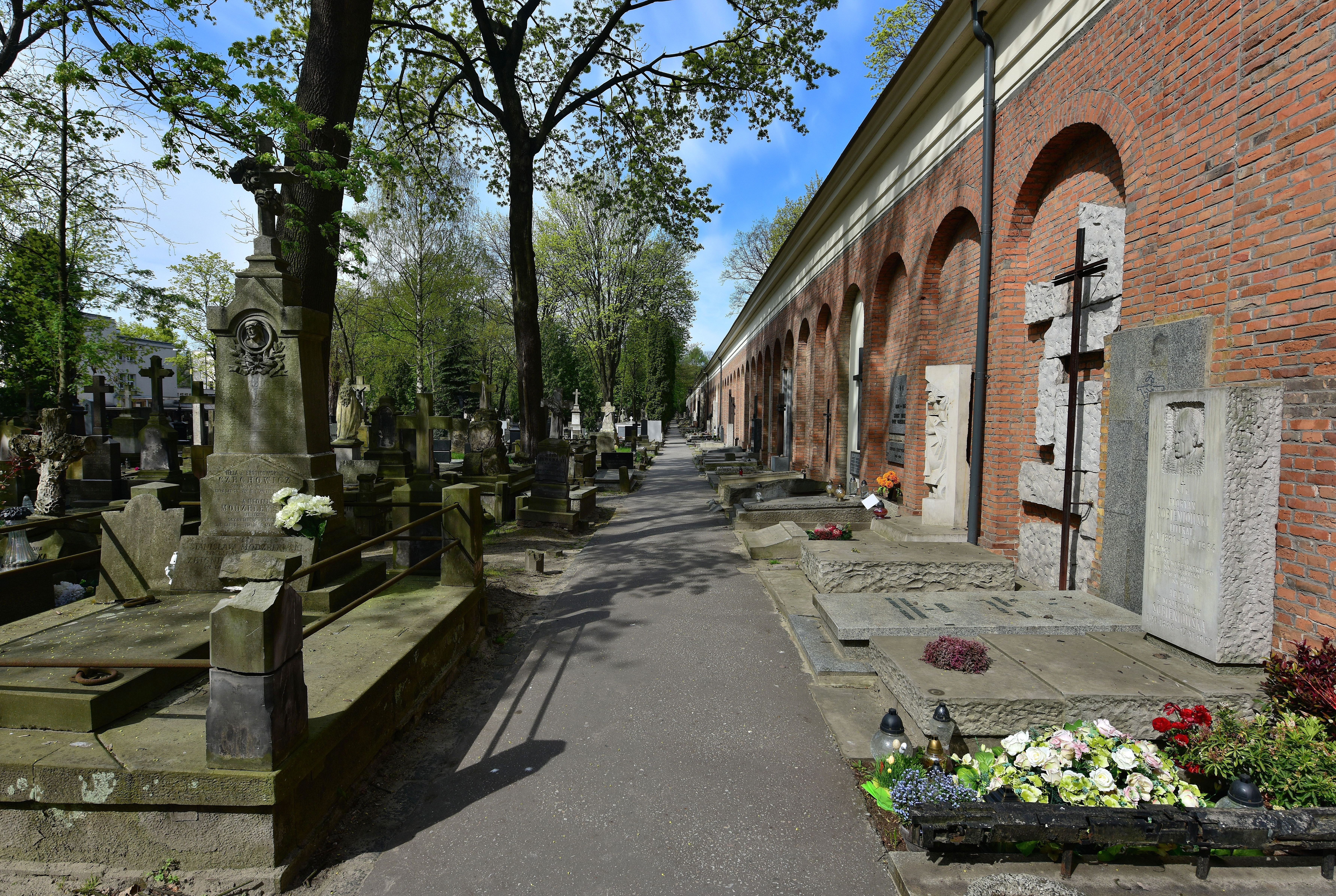
Aleja Zasłużonych

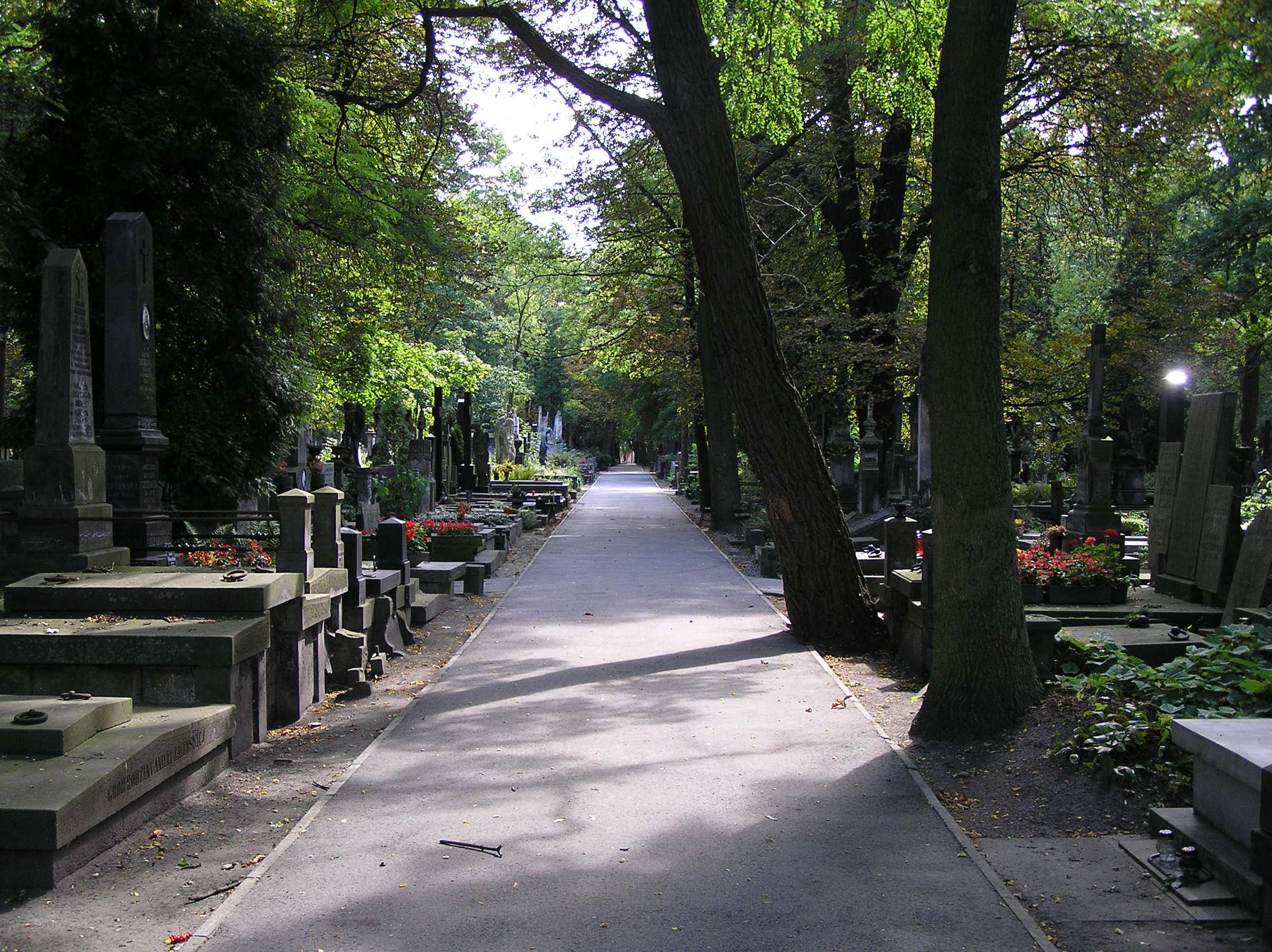
Aleja cmentarna

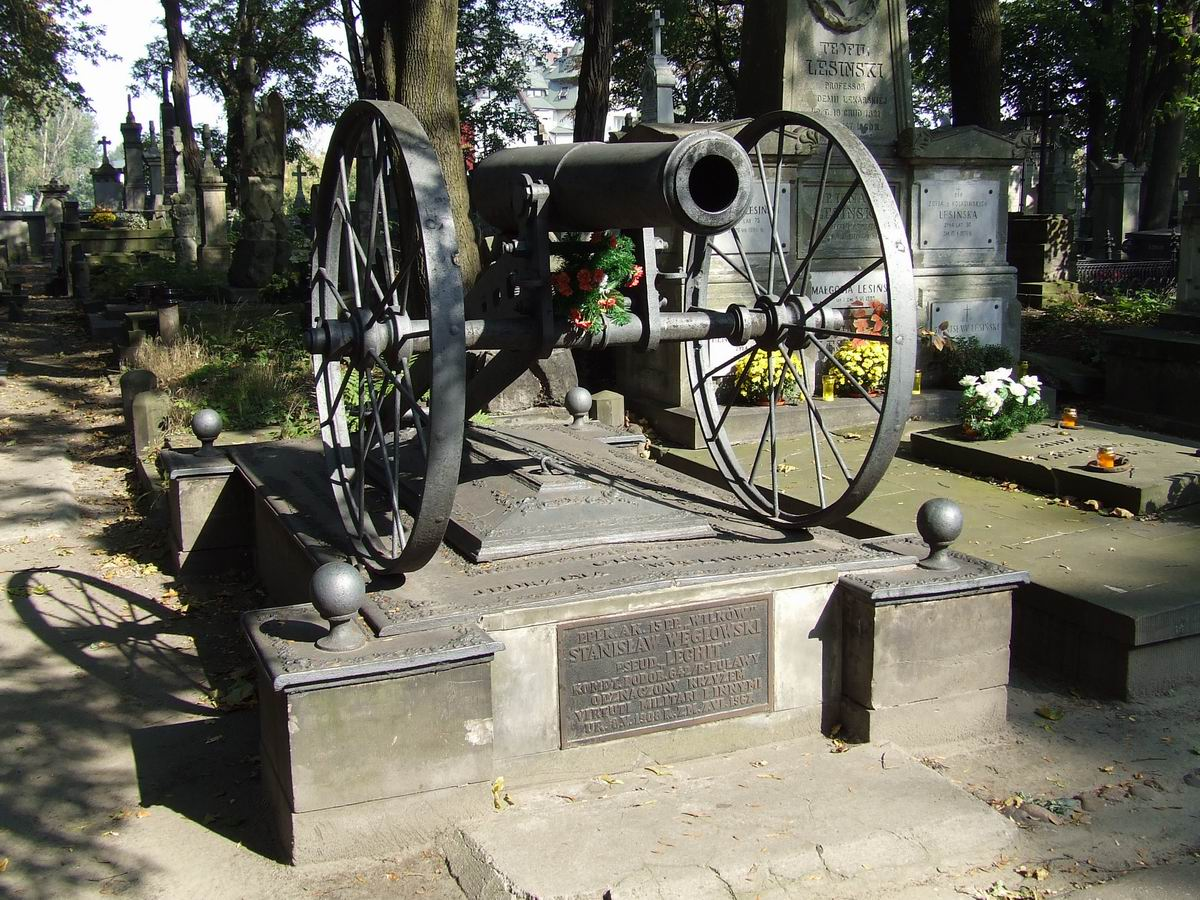
Grób płka Stanisława Węglowskiego

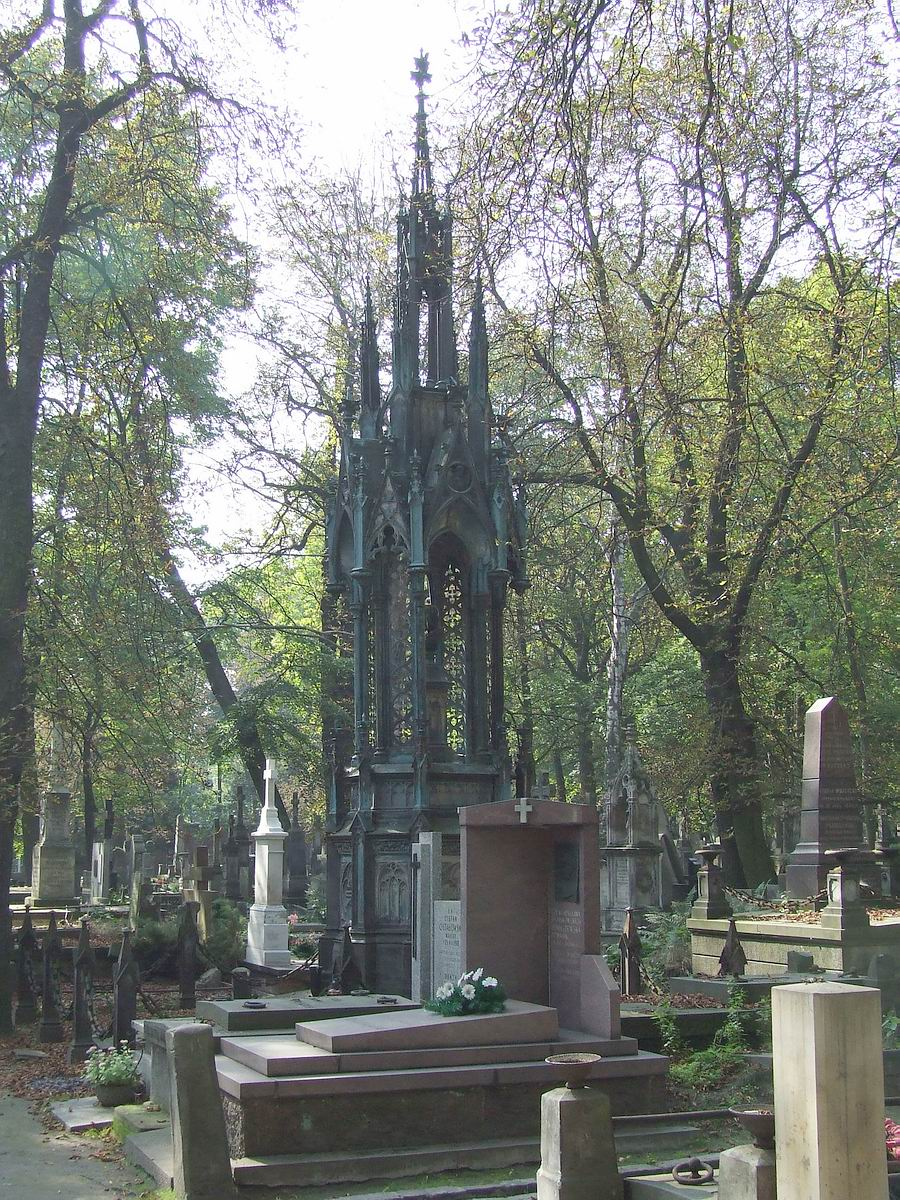
Grób rodziny Lilpopów

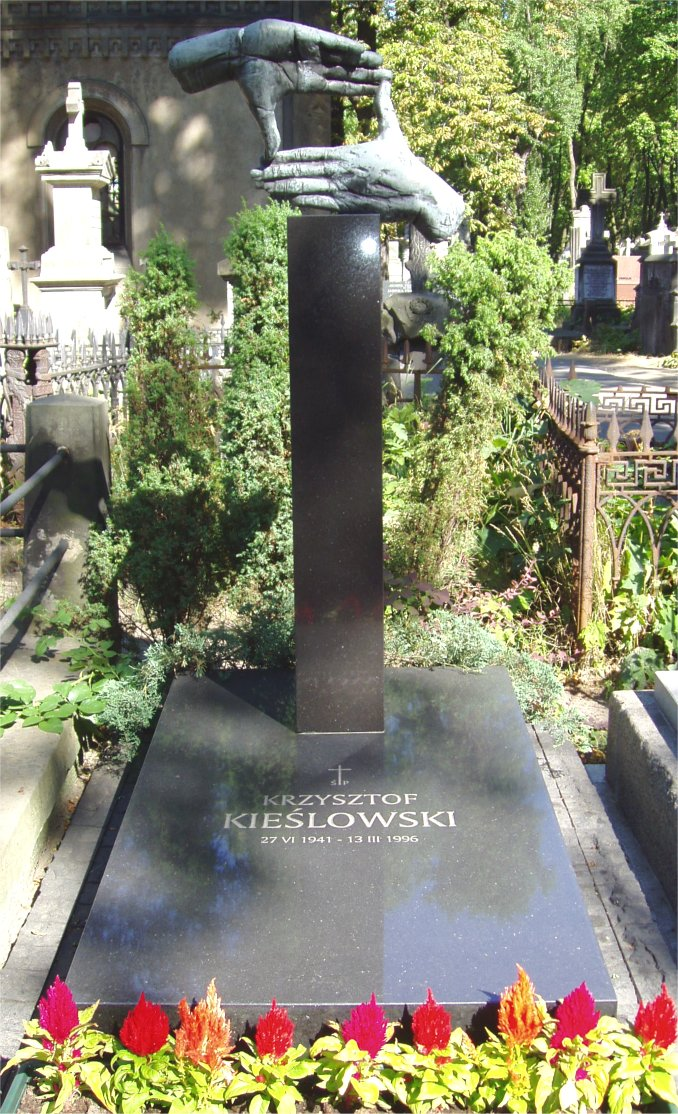
Grób Krzysztofa Kieślowskiego

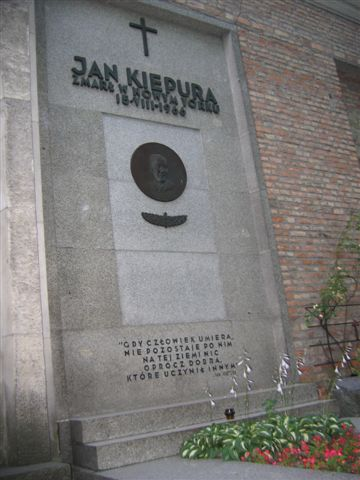
Grobowiec Jana Kiepury

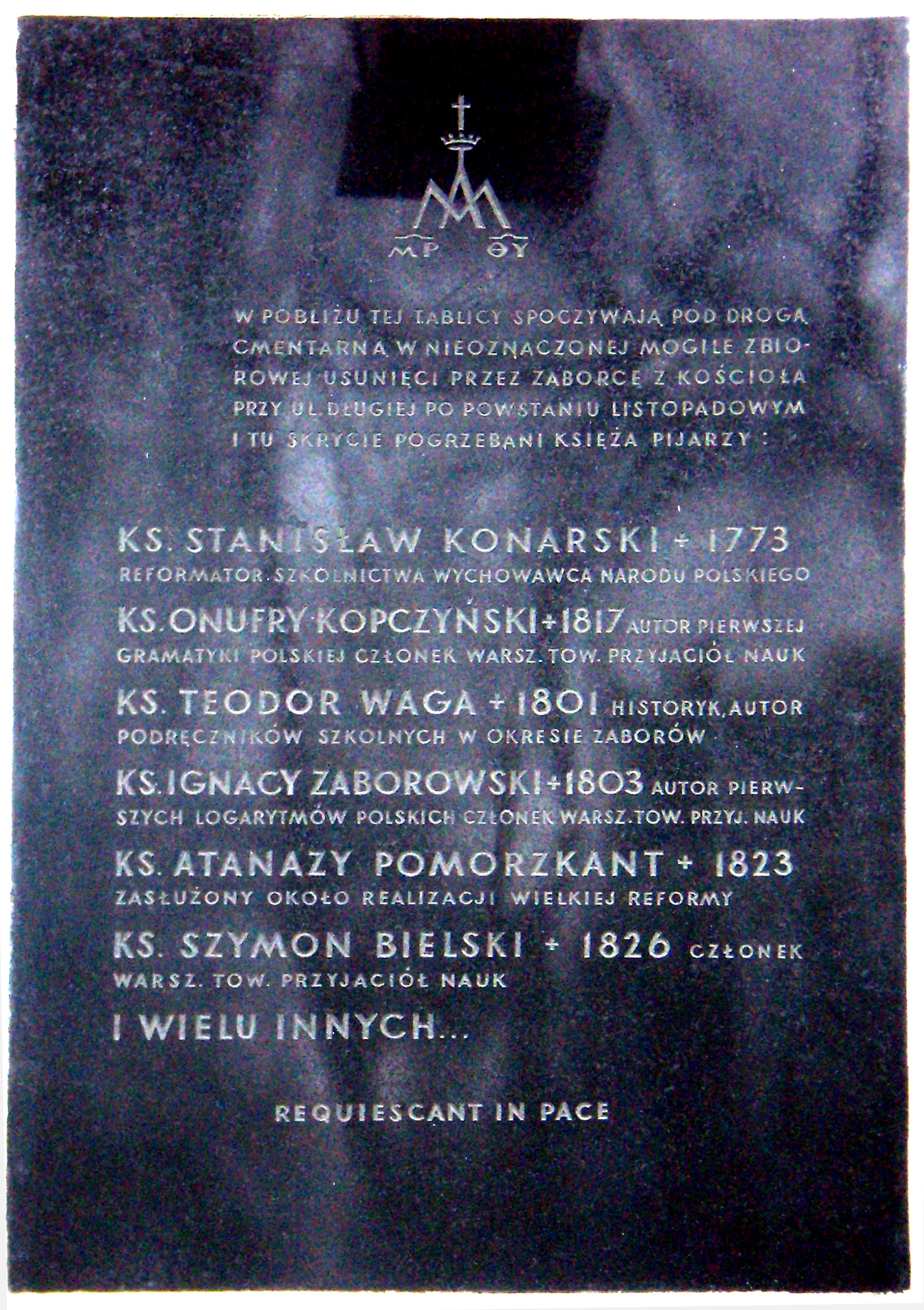
Tablica oznaczająca grób o. pijarów i jezuitów w zbiorowej mogile, na zewnątrz kościoła św. Karola Boromeusza, wmurowana
z inicjatywy o. Innocentego Buby

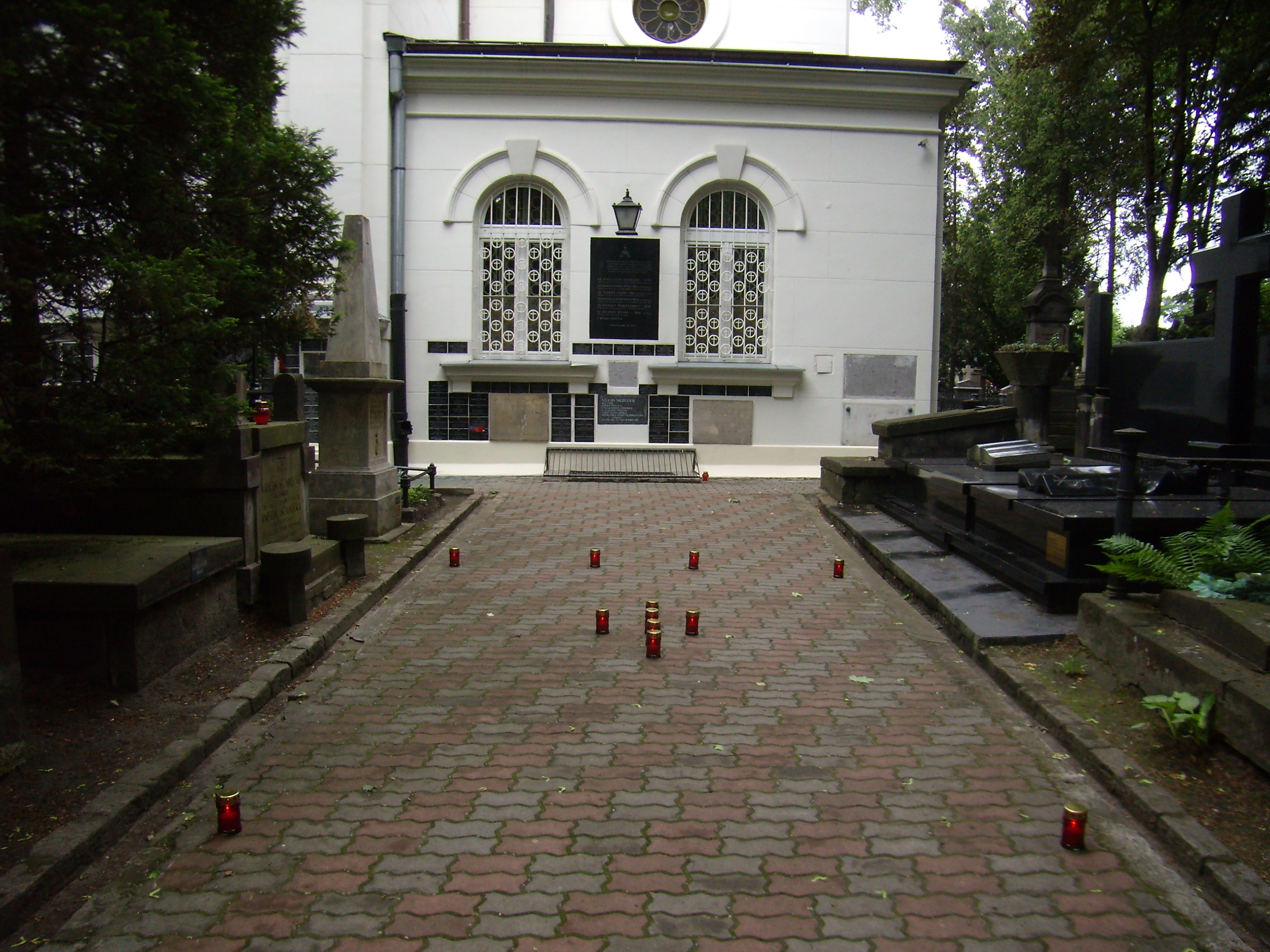
Aleja między kwaterami 7 i 9, pod którą znajduje się zbiorowa, nieoznakowana mogiła o. pijarów i jezuitów m.in. Stanisława Konarskiego, poety Macieja Kazimierza Sarbiewskiego z tablicą na ścianie kościoła św. Karola Boromeusza

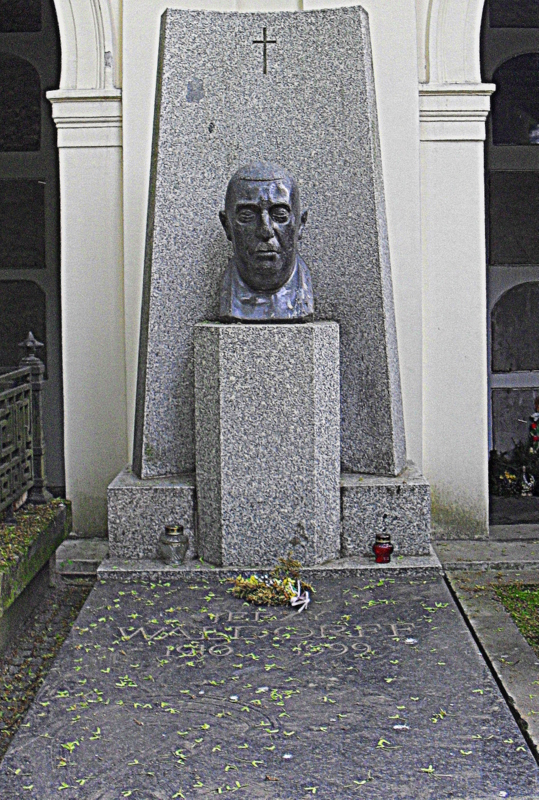
Grób Jerzego Waldorffa

## Aktorzy
- Nina Andrycz (1912–2014) – aktorka
- Jerzy Adamczak (1925–2010) – aktor
- Ryszard Bacciarelli (1928–2021) – aktor
- Wiktoryna Bakałowiczowa (1835–1874) – aktorka
- Maria Balcerkiewiczówna (1903–1975) – aktorka
- Aleksander Bardini (1913–1995) – aktor i reżyser teatralny, pedagog
- Elżbieta Barszczewska (1913–1987) – aktorka
- Ryszard Barycz (1924–2010) – aktor
- Henryk Bąk (1923–1987) – aktor
- Antoni Bednarczyk (1872–1941) – aktor
- Maria Białobrzeska (1922–2014) – aktorka
- Tadeusz Białoszczyński (1899–1979) – aktor
- Hanka Bielicka (1915–2006) – aktorka i artystka kabaretowa
- Włodzimierz Bielicki (1932–2012) – aktor
- Bogusz Bilewski (1930–1995) – aktor
- Andrzej Bogucki (1904–1978) – aktor, piosenkarz
- Marcella Borkowska (1848–1911) – aktorka
- Andrzej Brzeski (1949–2018) – aktor, wykonawca poezji śpiewanej
- Piotr Brzeziński (1944–2015) – aktor[2]
- Gustaw Buszyński (1888–1962) – aktor, reżyser
- Irena Byrska (1901–1997) – aktorka, reżyserka
- Gustaw Cybulski (1895–1931) – aktor, reżyser, żołnierz Legionów
- Jolanta Czaplińska (1937–2016) – aktorka
- Zofia Czaplińska (1866–1940) – aktorka
- Mieczysław Czechowicz (1930–1991) – aktor
- Mieczysława Ćwiklińska (1879–1972) – aktorka
- Dobiesław Damięcki (1899–1951) – aktor, reżyser teatralny
- Maciej Damięcki (1944–2023) – aktor
- Piotr Dejmek (1953–2010) – aktor
- Mariusz Dmochowski (1930–1992) – aktor
- Ludwik Adam Dmuszewski (1777–1847) – aktor, reżyser, dyrektor Teatru Narodowego
- Halina Dobrowolska (1930–1999) – aktorka
- Mirosława Dubrawska (1928–2010) – aktorka
- Jerzy Duszyński (1917–1978) – aktor
- Edward Dziewoński (1916–2002) – aktor, artysta kabaretowy
- Felicjan Feliński (1885–1914) – aktor, dyrektor teatrów
- Edmund Fetting (1927–2001) – aktor
- Tadeusz Fijewski (1911–1978) – aktor
- Mieczysław Frenkiel (1858–1935) – aktor
- Tadeusz Frenkiel-Niwieński (1896–1943) – aktor
- Marianna Gdowska-Timoszewicz (1932–2009) – aktorka
- Wiesław Gołas (1930–2021) – aktor
- Maria Gorczyńska (1899–1959) – aktorka
- Irena Górska-Damięcka (1910–2008) – aktorka, reżyserka teatralna
- Władysław Hańcza (1905–1977) – aktor
- Gustaw Holoubek (1923–2008) – aktor, reżyser, dyrektor Teatru Ateneum
- Maria Homerska (1925–2010) – aktorka
- Barbara Horawianka (1930−2024) − aktorka
- Tadeusz Janczar (1926–1997) – aktor
- Stefan Jaracz (1883–1945) – aktor
- Stanisław Jasiukiewicz (1921–1973) – aktor
- Kalina Jędrusik (1930–1991) – aktorka
- Andrzej Jurek (1967–2012) – aktor
- Jerzy Kamas (1938–2015) – aktor
- Zygmunt Kęstowicz (1921–2007) – aktor
- Jan Kobuszewski (1934–2019) – aktor, artysta kabaretowy
- Zbigniew Koczanowicz (1909–1987) – aktor, reżyser
- Krzysztof Kolberger (1950–2011) – aktor
- Andrzej Kopiczyński (1934–2016) – aktor
- Krzysztof Kowalewski (1937–2021) – aktor
- Jan Kreczmar (1908–1972) – aktor
- Jerzy Kreczmar (1902–1985) – aktor, reżyser, eseista
- Justyna Kreczmarowa (1918–2008) – aktorka
- Julian Krzewiński (1882–1943) – aktor
- Witold Kuncewicz (1879–1936) – aktor
- Ewa Kunina (1889–1963) – aktorka
- Jan Kurnakowicz (1901–1968) – aktor
- Michalina Kwiatkowska (1847–1930) – uczestniczka powstania styczniowego, aktorka
- Irena Kwiatkowska (1912–2011) – aktorka
- Honorata Leszczyńska (1864–1937) – aktorka
- Zofia Lindorfówna (1905–1975) – aktorka
- Małgorzata Lorentowicz (1927–2005) – aktorka
- Jolanta Lothe (1942–2022) – aktorka
- Barbara Ludwiżanka (1908–1990) – aktorka
- Andrzej Łapicki (1924–2012) – aktor
- Henryk Machalica (1930–2003) – aktor
- Ignacy Machowski (1920–2001) – aktor
- Zdzisław Maklakiewicz (1927–1977) – aktor
- Helena Makowska-Fijewska (1918–1993) – aktorka
- Irena Malkiewicz (1911–2004) – aktorka
- Henryk Małkowski (1881–1959) – aktor
- Jadwiga Marso (1922–2004) – aktorka
- Jerzy Matałowski (1948–2013) – aktor
- Jan Mayzel (1930–2021) – aktor
- Michał Melina (1890–1956) – aktor, reżyser
- Zofia Merle (1938–2023) – aktorka
- Stanisław Michalik (1927–2010) – aktor
- Wiesław Michnikowski (1922–2017) – aktor, artysta kabaretowy
- Iwa Młodnicka (1941–1997) – aktorka
- Józef Nalberczak (1926–1992) – aktor
- Marek Nowakowski (1946–2018) – aktor
- Janusz Nasfeter (1920-1998) – reżyser i scenarzysta filmowy; w 2018 prochy przeniesione ze Starego cmentarza na Służewie
- Lech Ordon (1928–2017) – aktor
- Kazimierz Opaliński (1890–1979) – aktor
- Salomea Palińska-Kenigowa (1831/1835–1873) – aktorka scen wileńskiej i warszawskiej
- Bronisław Pawlik (1926–2002) – aktor
- Adam Pawlikowski (1925–1976) – aktor, dziennikarz
- Iwo Pawłowski (1972–2024) – aktor
- Piotr Pawłowski (1925–2012) – aktor
- Marek Perepeczko (1942–2005) – aktor
- Franciszek Petersile (1904−1982) – aktor i reżyser
- Jerzy Pichelski (1903–1963) – aktor
- Ryszard Piekarski (1922–1980) – aktor
- Zula Pogorzelska (1896–1936) – aktorka
- Eugeniusz Priwiezieńcew (1946–2005) – aktor
- Wincenty Rapacki (ojciec, 1840–1924) – aktor
- Józef Redo (1872–1942) – aktor
- Antoni Różycki (1885–1967) – aktor
- Ewa Sałacka (1957–2006) – aktorka
- Jadwiga Smosarska (1898–1971) – aktorka
- Irena Solska (1878–1958) – aktorka, reżyser
- Wanda Stanisławska-Lothe (1910–1985) – aktorka
- Jan Tadeusz Stanisławski (1936–2007) – aktor, satyryk i autor tekstów piosenek
- Stanisław Stanisławski (1870–1941) – aktor, reżyser
- Grażyna Staniszewska (1936–2018) – aktorka
- Jarema Stępowski (1925–2001) – aktor, piosenkarz
- Andrzej Szalawski (1911–1986) – aktor
- Andrzej Szczepkowski (1923–1997) – aktor, reżyser, prezes ZASP, senator
- Joanna Szczerbic (1941–2014) – aktorka
- Aleksandra Śląska (1925–1989) – aktorka
- Daria Trafankowska (1954–2004) – aktorka
- Mieczysław Voit (1928–1991) – aktor
- Janusz Warnecki (1895–1970) – aktor, reżyser teatralny
- Edward Wichura (1927–2006) – aktor
- Izabella Wilczyńska-Szalawska (1920–2012) – aktorka
- Barbara Winiarska (1952–2002) – aktorka
- Lucyna Winnicka (1928–2013) – aktorka
- Maria Wisnowska (1859–1890) – aktorka
- Andrzej Zaorski (1942–2021) – aktor, artysta kabaretowy
- Janusz Zakrzeński (1936–2010) – aktor
- Józef Zejdowski (1871–1963) – aktor
- Fortunat Alojzy Gonzaga Żółkowski (1772–1822) – aktor
- Alojzy Gonzaga Jazon Żółkowski (1811–1889) – aktor

## Artyści innych sztuk
- Jadwiga Adamczewska-Miklaszewska (1915–2008) – artystka plastyczka, projektantka przemysłowa
- Witold Adamek (1945–2017) – operator filmowy, reżyser i scenarzysta
- Henryk Adamus (1880–1950) – kompozytor, wiolonczelista i dyrygent
- Kazimierz Alchimowicz (1840–1916) – malarz
- Dżamila Ankiewicz (1961–2016) – reżyserka i scenarzystka
- Julian Ankiewicz (1820–1903) – architekt, budowniczy
- Maria Anto (1936–2007) – malarka
- Eugeniusz Arct (1899–1974) – malarz, pedagog
- Jerzy Artysz (1930–2024) – śpiewak, pedagog
- Tadeusz Baird (1928–1981) – kompozytor
- Kazimierz Baranowski (1819–1862) – skrzypek, koncertmistrz Opery w Warszawie
- Tekla Bądarzewska-Baranowska (1834–1861) – pianistka, kompozytorka
- Leon Biedroński (1834–1907) – malarz
- Halina Bielińska (1914–1989) – reżyserka filmowa
- Antoni Blank (1785–1844) – malarz
- Wojciech Bogusławski (1757–1829) – aktor, dyrektor teatru, dramatopisarz, „ojciec sceny polskiej” (grób symbolicznie przeniesiony do Glinna)
- Adelajda Bolska (1863–1930) – śpiewaczka operowa (sopran), primadonna Teatru Maryjskiego (1897–1918), profesor Petersburskiego i Warszawskiego Konserwatorium
- Walery Brochocki (1847–1923) – malarz
- Jan Bułhak (1876–1950) – fotografik
- Jerzy Chluski (1914–1996) – operator filmowy[3]
- Eustachy Chmielewski (1900–1977) – architekt, projektant
- Ignacy Feliks Dobrzyński (1807–1867) – kompozytor
- Józef Elsner (1769–1854) – kompozytor, pedagog
- Kazimierz Maciej Fitkau (zm. 1919) – dyrektor szkoły muzycznej
- Maria Fołtyn (1924–2012) – śpiewaczka operowa (sopran)
- Józef Furmanik (1867–1956) – organista, kompozytor, kierownik chóru, profesor klasy organów Wyższej Szkoły Muzycznej im. F. Chopina
- Roman Gineyko (1892–1955) – artysta malarz
- Wanda Gosławska (1922–2020) – artystka plastyk[4]
- Józef Gosławski (1908–1963) – rzeźbiarz i medalier
- Józef Grein (1886–1952 lub 1956) – konserwator, malarz, profesor ASP
- Henryk Grombecki (1883-1933) – artysta malarz
- Rafał Hadziewicz (1803–1886) – malarz, profesor Szkoły Sztuk Pięknych w Warszawie
- Włodzimierz Haupe (1924–1994) – reżyser filmowy, scenarzysta
- Konstanty Hegel (1799–1876) – rzeźbiarz, profesor Szkoły Sztuk Pięknych, autor wielu rzeźb na cmentarzu powązkowskim
- Juliusz Herman (1858–1933) – malarz i kolekcjoner sztuki
- Andrzej Hiolski (1922–2000) – śpiewak operowy (baryton)
- Zygmunt Hübner (1930–1989) – reżyser teatralny, aktor, publicysta, pedagog
- Ludmiła Jakubczak (1939–1961) – piosenkarka
- Piotr Janowski (1951–2008) – skrzypek, pierwszy polski zwycięzca Międzynarodowego Konkursu Skrzypcowego im. H. Wieniawskiego
- Irena Jarocka (1946–2012) – piosenkarka
- Edmund John (1894–1989) – artysta grafik
- Witold Kaczanowski (pseudonim artystyczny: Witold-K; 1932-2025) - polsko-amerykański artysta malarz
- Maria Kalergis II voto Muchanow z Nesselrodów (1822–1874) – pianistka, mecenas sztuki
- Maria Kaniewska (1911–2005) – reżyserka
- Zbigniew Karpiński (1906–1983) – architekt
- Mieczysław Karłowicz (1876–1909) – kompozytor; jego nagrobek został odrestaurowany w 2009 roku
- Ludwik Kaufman (1801–1855) – rzeźbiarz klasycystyczny
- Jan Kiepura (1902–1966) – śpiewak światowej sławy (tenor), aktor filmowy
- Krzysztof Kieślowski (1941–1996) – reżyser filmowy
- Stefan Kisielewski (1911–1991) – prozaik, publicysta, kompozytor, działacz polityczny
- Wacław Kisielewski (1943–1986) – syn Stefana, pianista, współtwórca duetu Marek i Wacek
- Fanny Kléber (1846–1918) – śpiewaczka operowa[5]
- Tomasz Knapik (1943–2021) – lektor, elektrotechnik
- Krzysztof Komeda (1931–1969) – kompozytor jazzowy
- Andrzej Konic (1926–2010) – reżyser filmowy, aktor
- Jan Maciej Kopecki (1945–2016) – grafik, rytownik, projektant znaczków pocztowych i banknotów
- Janina Korolewicz-Waydowa (1876–1955) – śpiewaczka operowa (sopran)
- Józef Kosiński (1753–1821) – malarz
- Franciszek Kostrzewski (1826–1911) – malarz, ilustrator, rysownik, karykaturzysta
- Karol Kozłowski (1847–1902) – architekt, budowniczy
- Feliks Krzesiński (1823–1905) – tancerz baletowy
- Dariusz Kuc (1956–2012) – operator filmowy
- Irena Kuczborska (1907–1971) – graficzka
- Zbigniew Kurtycz (1919–2015) – piosenkarz
- Wacław Lachman (1880–1963) – dyrygent, kompozytor
- Franciszek Maria Lanci (1799–1875) – architekt, przedstawiciel neorenesansu
- Jan Lebenstein (1930–1999) – malarz i grafik
- Józefa Ledóchowska (1781–1849) – aktorka polskiej sceny XIX wieku
- Fryderyk Albert Lessel (1767–1822) – architekt warszawski
- Józef Grzegorz Lessel (1802–1844) – architekt warszawski, syn Fryderyka Alberta
- Witold Lutosławski (1913–1994) – kompozytor
- Zbigniew Łapiński (1947–2018) – kompozytor
- Tomasz Łubieński (1938–2024) – pisarz, dramaturg, krytyk literacki
- Katarzyna Maciejko-Kowalczyk (1949–2008) – montażystka, autorka filmów dokumentalnych
- Paweł Maliński (1790–1853) – rzeźbiarz klasycystyczny, profesor Uniwersytetu Warszawskiego, autor wielu rzeźb na cmentarzu powązkowskim
- Witold Małcużyński (1914–1977) – pianista
- Maria Manteufflowa (1902–1957) – malarka
- Henryk Marconi (1792–1863) – architekt (jeden z najwybitniejszych w 2 i 3 ćwierci XIX wieku w Polsce)
- Stanisław Masłowski (1853–1926) – artysta malarz
- Barbara Massalska (1927–1980) – malarka
- Dominik Merlini (1730–1797) – architekt, projektant Łazienek
- Gwidon Miklaszewski (1912–1999) – karykaturzysta, satyryk
- Andrzej Miłosz (1917–2002) – reżyser filmów dokumentalnych, tłumacz, publicysta, brat Czesława Miłosza
- Stanisław Moniuszko (1819–1872) – kompozytor
- Adam Münchheimer (1830–1904) – kompozytor, dyrygent
- Tadeusz Nalepa (1943–2007) – muzyk; ojciec polskiego bluesa
- Czesław Niemen (1939–2004) – muzyk, kompozytor, piosenkarz
- Stanisław Noakowski (1867–1928) – architekt
- Antoni Nurzyński (1935–1974) – operator filmowy
- Michał Kazimierz Ogiński (1730–1800) – magnat, hetman wielki litewski, wojewoda litewski, konfederat barski, pisarz, kompozytor, prawdopodobnie autor Pożegnania Ojczyzny – w katakumbach (prawdopodobnie symbolicznie[6])
- Jadwiga Kazimiera Ossowska-Neugebauer (1902–1994) – konserwator sztuki (konserwacja obrazu „Bitwy pod Grunwaldem”)[7]
- Hanka Ordonówna (1902–1950) – piosenkarka, tancerka, aktorka (grób w alei zasłużonych)
- Józef Pankiewicz (1866–1940) – malarz
- Eugeniusz Pankiewicz (1857–1898) – kompozytor, pianista
- Jerzy Petersburski (1895–1979) – kompozytor światowej sławy, pianista
- Maurice Pion (1801-1869) – tancerz baletowy
- Katarzyna Piskorska (1937–2010) – rzeźbiarka i medalierka
- Witold Plapis (1905–1968) – architekt
- Władysław Podkowiński (1866–1895) – malarz
- Jerzy Połomski (1933–2022) – piosenkarz, artysta estradowy i aktor
- Piotr Potworowski (1898–1962) – malarz
- Andrzej Pronaszko ps. „Majster” (1888–1961) – scenograf, malarz, dyrektor teatru
- Zenon Przesmycki – Miriam (1861–1944) – publicysta, pisarz, wydawca dzieł Norwida
- Stefan Rachoń (1906–2001) – dyrygent, skrzypek
- Jerzy Rakowiecki (1920–2003) – reżyser, aktor
- Hanna Rek (1937–2020) – piosenkarka
- Ludwik René (1914–1999) – reżyser teatralny i telewizyjny
- Józefina Reszke (1855–1891) – śpiewaczka operowa (sopran)
- Arnold Rezler (1909–2000) – muzyk, dyrygent
- Danuta Rinn (1936–2006) – piosenkarka i aktorka
- Adam Roman (1916–2013) – rzeźbiarz
- Filip Romanowski (1794–1852) – malarz, nauczyciel
- Witold Rudziński (1913–2004) – kompozytor, teoretyk muzyki
- Feliks Rybicki (1899–1978) – kompozytor, dyrygent, pedagog
- Piotr Rytel (1884–1970) – kompozytor, pedagog
- Kazimierz Serocki (1922–1981) – kompozytor, pianista
- Władysław Skoczylas (1883–1934) – grafik, malarz, rzeźbiarz
- Józef Skolimowski (1970–2012) – reżyser, scenarzysta
- Henryk Siemiradzki (1843–1902) – malarz (ciało ekshumowano i pochowano w Krakowie, szczątki rodziców pozostały na Powązkach)
- Anna Skwarska-Kowarska (1946–2010) – scenograf filmowy[8]
- Katarzyna Sobczyk (1945–2010) – piosenkarka
- Janusz Sosnowski (1947–2024) – scenograf filmowy i telewizyjny
- Jerzy Srokowski (1910–1976) – grafik, ilustrator książek
- Zofia Stankiewicz (1862–1955) – malarka, graficzka
- Wojciech Stattler (1800–1875) – malarz akademicki
- Józef Szajna (1922–2008) – malarz, scenograf, reżyser teatralny
- Jan Szczepkowski (1878–1964) – rzeźbiarz
- Antoni Szulc-Życki (1877–1958) – artysta operowy, kompozytor i dziennikarz[9]
- Jakub Tatarkiewicz (1798–1854) – jeden z największych polskich rzeźbiarzy, autor wielu nagrobków na Cmentarzu Powązkowskim
- Karol Tchorek (1904–1985) – rzeźbiarz
- Zofia Trzcińska-Kamińska (1890–1977) – rzeźbiarka, malarka
- Stanisław Tworzydło (1933-2022) – ceramik i malarz[10]
- Violetta Villas (1938–2011) – piosenkarka, artystka estradowa
- Lesław Wacławik (1922–2008) – śpiewak operowy (tenor)
- Wanda Warska (1930-2019) – śpiewaczka, poetka, malarka
- Jerzy Wasowski (1913–1984) – kompozytor, współtwórca Kabaretu Starszych Panów
- Pius Weloński (1849–1931) – rzeźbiarz
- Zygmunt Wiehler (1890–1977) – kompozytor, dyrygent
- Henryk Wieniawski (1835–1880) – kompozytor
- Alfred Wierusz-Kowalski (1849–1915) – malarz
- Zenon Wiktorczyk (1918–1997) – satyryk, konferansjer, aktor
- Wanda Wiłkomirska (1929–2018) – skrzypaczka, pedagog
- Józef Wiłkomirski (1926–2020) – dyrygent, wiolonczelista, kompozytor
- Kazimierz Wiłkomirski (1900–1995) – wiolonczelista, kompozytor, dyrygent i pedagog
- Konstanty Wojciechowski (1841–1910) – architekt
- Witold Wojtkiewicz (1879–1909) – malarz
- Jerzy Wójcik (1933–2008) – artysta baletu, choreograf i folklorysta
- Franciszek Żmurko (1858–1910) – malarz

## Duchowni
- ks. Jan Albrecht (1872–1929) – ksiądz, polityk chadecki, senator
- ks. kan. Stanisław Bajer – profesor seminarium wrocławskiego, kapelan biskupa Aleksandra Kazimierza Bereśniewicza[11]
- ks. kan. Jakób Ballach (zm. 1877) – przez 24 lata piastował funkcję rektora kościoła św. Ducha w Warszawie[12]
- ks. Bronisław Bozowski ur. 12 maja 1908 w Warszawie, zm. 14 lutego 1987 tamże) – prezbiter rzymskokatolicki.
- ks. Klemens Cyruliński (1893–1932) – pierwszy proboszcz parafii św. Stanisława Kostki w Warszawie w latach 1927–1930
- ks. Wojciech Danielski (1935–1985) – ksiądz katolicki
- ks. Stefan Gralak (1928–2012) – prałat, kanonik honorowy Kapituły Katedralnej Łowickiej
- ks. kan. Aleksander Janczarski (1829–1889) – kanonik sandomierski, proboszcz parafii św. Antoniego Padwy w Warszawie
- ks. kan. Tomasz Mościcki (zm. 1878) – proboszcz parafii św. Antoniego Padwy w Warszawie
- ks. prałat Stefan Niedzielak (1914–1989) – polski ksiądz rzymskokatolicki, kapelan Armii Krajowej i WiN-u, współzałożyciel Rodziny Katyńskiej[13]
- ks. Tadeusz Sitkowski (1906–1960) – kanonik honorowy kapituły warszawskiej, proboszcz archikatedry św. Jana w Warszawie[14]
- ks. kan. Marian Wasilewski (1891–1949) – sędzia sądu arcybiskupiego, proboszcz kościoła św. Augustyna w Warszawie
- ks. Andrzej Retke (1851–1907) – archidiakon łowicki, prof. Cesarskiej Rzymskokatolickiej Akademii Duchownej w Petersburgu

W grobowcu duchownych Warszawskiej Kapituły Metropolitalnej (kw. 107–VI–23/30) zostali pochowani m.in.:
- ks. prof. Józef Archutowski (1879–1944) – teolog, profesor Uniwersytetu Jagiellońskiego
- ks. Roman Archutowski (1882–1943) – błogosławiony katolicki
- ks. Tadeusz Karyłowski (1882–1945) – jezuita, poeta i tłumacz
- ks. Marceli Godlewski (1865–1945) – prałat, działacz społeczny, polityk endecki, członek Komitetu Narodowego Polskiego
- ks. Stanisław Kostka Zwoliński (1804–1877) – prałat kapituły warszawskiej, administrator archidiecezji warszawskiej w latach 1865–1877
- ks. Jan Salamucha (1893–1944) – filozof chrześcijański, logik
- ks. dr hab. lic. Jan Stawarczyk (1877–1944) – profesor uniwersytecki filologii biblijnej, hebraista, judaista, semitysta

W grobowcu kapłanów archidiecezji warszawskiej (kw. 203–V-VI–26-29) zostali pochowani m.in.:
- ks. Janusz Frankowski – profesor nauk teologicznych, biblista
- ks. Kazimierz Sobolewski (1865–1935), także poseł na Sejm Ustawodawczy

W grobowcu ojców jezuitów (kw. 216, rz. 5,6/1,2, msc. 37,38,39) zostali pochowani m.in.:
- prof. dr hab. Jacek Bolewski (1946–2012) – teolog, pisarz
- prof. Jan Charytański (1922–2009) – teolog, katechetyk
- o. Stefan Franczak (1917–2009) – brat zakonny, hodowca
- prof. dr Stefan Moysa-Rosochacki (1922–2007) – pisarz, tłumacz, wykładowca
- prof. Józef Warszawski (1903–1997) – filozof, kaznodzieja, działacz harcerski, profesor rzymskiego Gregorianum, jezuita, kapelan Zgrupowania „Radosław”. Armii Krajowej, kierownik polskiej sekcji Radia Watykan
- o. Tadeusz Wołoszyn (1931–2018) – duszpasterz, doktor habilitowany nauk humanistycznych, profesor nadzwyczajny Papieskiego Wydziału Teologicznego w Warszawie

## Ludzie nauki i kultury
- Marian Stanisław Abramowicz (1871–1925) – zesłaniec, działacz socjalistyczny, bibliotekarz, archiwista
- Stanisław Adamczewski (1883–1952) – historyk literatury
- Stanisław Franciszek Adamczewski (1909–1987) – entomolog
- Karol Adamiecki (1866–1933) – teoretyk zarządzania
- Jerzy Aleksandrowicz (1819–1894) – botanik
- Paweł Ambrożewicz (1929–2009) – ekonomista, chemik i harcmistrz
- Tadeusz Andrzejczyk (1931–2015) – lekkoatleta
- Kazimierz Konstanty Angerman (1864–1934) – prawnik
- Władysław Araszkiewicz (1905–1984) – wynalazca i nauczyciel akademicki
- Franciszek Armiński (1789–1848) – astronom, dyrektor Obserwatorium w Warszawie
- Feliks Bentkowski (1781–1852) – autor pierwszej historii literatury polskiej, bibliograf, pierwszy doktor hc Uniwersytetu Jagiellońskiego
- Edward Romuald Bogusławski (1848–1917) – historyk Słowiańszczyzny, publicysta
- Karol Bohdanowicz (1864–1947) – geograf
- Stanisław Bretsznajder (1907–1967) – polski chemik, profesor PW, prekursor zastosowań modelowania matematycznego w technologii chemicznej
- Stefan Bryła (1886–1943) – inżynier budownictwa, specjalista spawalnictwa
- Jerzy Bukowski (1902–1982) – aeromechanik, rektor PW
- Zofia Celińska (1919–2016) – ekonomistka, członkini Armii Krajowej
- Bronisław Chlebowski (1846–1918) – historyk literatury, profesor UW
- Wiesław Chrzanowski (1880–1940) – inżynier i konstruktor
- Wiesław Chrzanowski (1923–2012) – profesor nauk prawnych i polityk, założyciel oraz pierwszy prezes ZChN, a także marszałek Sejmu
- Zbigniew Czeczot-Gawrak (1911–2009) – filmoznawca, historyk i teoretyk filmu, publicysta
- Witold Doroszewski (1899–1976) – językoznawca
- Leszek Dulęba (1907–1987) – konstruktor lotniczy
- Zdzisław Dziedziński (1919–1997) – architekt, wykładowca Wojskowej Akademii Technicznej w Warszawie[19]
- Jan Ekier (1913–2014) – pianista, kompozytor, profesor Akademii Muzycznej im. Fryderyka Chopina w Warszawie, redaktor naczelny Wydania Narodowego Dzieł Fryderyka Chopina, kawaler Orderu Orła Białego
- Augustyn Frączkiewicz (1798–1883) – matematyk
- Stanisław Furmanik – teoretyk literatury, krytyk literacki
- Hiranmoy Ghoshal (1908–1969) – pisarz, profesor indologii UW
- Aleksander Gieysztor (1916–1999) – historyk-mediewista
- Juliusz Wiktor Gomulicki (1909–2006) – eseista, edytor (wydawca Pism wszystkich Cypriana Norwida), varsavianista
- Marian Górski (1886–1961) – chemik rolny, rektor SGGW
- Władysław Grabski (1874–1938) – polityk, premier, rektor SGGW, ekonomista, historyk, autor reformy walutowej
- Maria Grzegorzewska (1888–1967) – pedagog, profesor, twórczyni pedagogiki specjalnej w Polsce
- Maria Hensel (1920–2007) – etnograf
- Witold Hensel (1917–2008) – archeolog, mediewista, prof. zw. dr hab. czł. rzecz. PAN, poseł na Sejm PRL IX kadencji
- Jadwiga Kaczyńska (1926–2013) – filolog, matka Jarosława i Lecha Kaczyńskich
- Bogusław Kaczyński (1942–2016) – dziennikarz, publicysta i krytyk muzyczny, popularyzator opery, operetki i muzyki poważnej
- Justyn Karnicki (1806–1876) – polski archeolog, historyk, kolekcjoner, pierwszy dyrektor Muzeum Narodowego w Warszawie
- Jakub Karpiński (1940–2003) – socjolog, historyk, publicysta
- Józef Kenig (1821–1900) – dziennikarz, krytyk teatralny, nazywany „potentatem opinii”
- Stanisław Kierbedź (1810–1899) – inżynier, budowniczy mostów
- Kazimiera Kijowska (1926–2011) – dziennikarka
- Hugo Kołłątaj (1750–1812) – uczony, polityk, filozof
- Stanisław Konarski (1700–1773) – pijar, pisarz, pedagog, publicysta, założyciel Collegium Nobilium pijarów w Warszawie (w zbiorowej mogile w XIX w.)[20]
- Onufry Kopczyński, SchP (1735–1817) – nauczyciel Collegium Nobilium pijarów w Warszawie, prekursor badań nad polską gramatyką (w zbiorowej mogile w XIX w.)[20]
- Bronisław Koskowski (1863–1946) – farmaceuta, twórca studiów farmaceutycznych w Warszawie
- Stefan Kozłowski (1928–2007) – geolog, ekolog, poseł na Sejm, minister
- Jan Kułakowski (1930–2011) – polityk, dyplomata, prawnik, związkowiec, poseł do PE, kawaler Orderu Orła Białego
- Janina Kumaniecka (1940–2007) – dziennikarka, publicystka, tłumaczka literatury pięknej
- Stanisław Leśniewski (1886–1939) – filozof i logik
- Jan Józef Lipski (1926–1991) – krytyk, historyk literatury, działacz polityczny
- Jan Lutyński (1921–1988) – socjolog, profesor Uniwersytetu Łódzkiego
- Krystyna Lutyńska (1931–2016) – socjolog
- Zuzanna Łapicka (1954–2018) – dziennikarka, pisarka
- Stanisław Łoza (1888–1956) – oficer Wojska Polskiego, historyk sztuki, bibliograf
- Stefan Łuskina (1725–1793) – jezuita, dziennikarz, matematyk
- Władysław Majewski (1933–2002) – profesor telekomunikacji, minister łączności
- Jan Malec (1927–2017) – powstaniec warszawski, prawnik, dr nauk prawnych, prokurator, urzędnik państwowy w Biurze Rzecznika Praw Obywatelskich
- Stanisław Malec (1895–1943) – fizyk, pedagog, dyrektor Państwowego Instytutu Robót Ręcznych w Warszawie
- Wanda Malecka (1800–1860) – publicystka, tłumaczka, pierwsza polska kobieta–redaktor czasopisma
- Ignacy Malecki (1912–2004) – specjalista elektroakustyki oraz naukoznawstwa
- Karol Małcużyński (1922–1984) – poseł, dziennikarz, publicysta
- Bożena Mamontowicz-Łojek (1937–2010) – historyk, teatrolog, działaczka społeczna, prezes Polskiej Fundacji Katyńskiej
- Henryk Manteuffel (1944–2013) – ekonomista, historyk
- Maciej Masłowski (1901–1976) – historyk sztuki
- Jan Mazurkiewicz (1871–1947) – psychiatra, Rektor Uniwersytetu Warszawskiego, kwatera 240-6-17
- Stefan Mazurkiewicz (1888–1945) – matematyk
- Lucyna Messal (1886–1953) – polska aktorka, śpiewaczka i tancerka operetkowa, primadonna Operetki Warszawskiej
- Anna Micińska (1939–2001) – eseistka i edytor, badaczka Witkacego
- Maryna Miklaszewska (1947–2022) – polska bohemistka, autorka libretta „Metra”
- Bolesław Miklaszewski (1871–1941) – chemik, ekonomista, rektor SGH, minister
- Jan Miklaszewski (1874–1944) – leśnik, rektor SGGW
- Józef Mikułowski-Pomorski (1868–1935) – chemik rolny, rektor SGGW, minister
- Tadeusz Miłobędzki (1873–1959) – chemik, rektor SGGW
- Wojciech Młynarski (1941–2017) – poeta, reżyser, wykonawca piosenki autorskiej, autor tekstów piosenek
- Edward Muszalski (1899-1988) – adwokat, radca prawny, nauczyciel akademicki i działacz harcerski
- Tadeusz Nowacki (1913–2011) – pedagog, twórca pedagogiki pracy w Polsce[21]
- Jan Nowak-Jeziorański (1914–2005) – polityk, publicysta, pisarz, dyrektor Radia Wolna Europa
- Brunon Nowakowski (1890–1966) – założyciel i rektor Śląskiej Akademii Medycznej, pionier polskiej higieny i medycyny pracy.
- Czesław Nowicki "Wicherek" (1928-1992) – prezenter, dziennikarz, pierwszy prezenter pogody TVP
- Mieczysław Orłowicz (1881–1959) – geograf, krajoznawca
- Leszek Ossowski (1905–1996) – profesor slawista
- Stefan Ossowiecki (1877–1944) – inżynier zajmujący się zjawiskami paranormalnymi
- Jan Pańczyk (1937–2007) – pedagog, profesor zwyczajny nauk humanistycznych, autor prac teoretycznych i badawczych w zakresie pedagogiki specjalnej
- Lech Krzysztof Paprzycki (1947−2022) – prawnik, sędzia Sądu Najwyższego, prezes Izby Karnej SN
- Marcin Pawłowski (1971–2004) – dziennikarz
- Jerzy Pelc (1924-2017) – filozof, semiotyk, profesor UW
- Leon Petrażycki (1867–1931) – prawnik, socjolog i filozof, profesor Uniwersytetu Warszawskiego
- Maciej Piekarski (1932–1999) – dziennikarz, publicysta, varsavianista
- Lech Pijanowski (1928–1974) – krytyk filmowy i telewizyjny
- Irena Pomorska (1933–2008) – egiptolog
- Zofia Podkowińska (1894–1975) – historyk-archeolog
- Helena Radlińska (1879–1954) – twórczyni pedagogiki społecznej w Polsce, profesor Wolnej Wszechnicy Polskiej i Uniwersytetu Łódzkiego
- Maria Joanna Radomska (1925–2012) – przedstawicielka nauk rolniczych, rektor SGGW
- Jerzy Regulski (1924–2015) – ekonomista
- Marek Roman (1931–2003) – specjalista w dziedzinie zaopatrzenia w wodę, odprowadzania ścieków i ochrony środowiska, rektor PW
- Stefan Zbigniew Różycki (1906–1988) – geolog, geograf
- Wojciech Rubinowicz (1889–1974) – fizyk
- Maciej Rybiński (1945–2009) – dziennikarz, publicysta, felietonista
- Henryk Samsonowicz (1930–2021) – historyk, mediewista, rektor Uniwersytetu Warszawskiego, w latach 1989–1991 minister edukacji narodowej
- Irena Sendlerowa (1910–2008) – Sprawiedliwa wśród Narodów Świata, ocaliła wiele żydowskich dzieci z getta warszawskiego, dama Orderu Orła Białego
- Janusz Siatkowski (1929-2025) – językoznawca, slawista
- Andrzej Siciński (1924–2006) – profesor, socjolog, minister kultury i sztuki
- Józef Siemiradzki (1958–1933) – profesor, geolog, paleontolog, podróżnik
- Jerzy Sienkiewicz (1897–1980) – historyk sztuki
- Wacław Sierpiński (1882–1969) – matematyk
- Józef Karol Skrodzki (1787–1832) – fizyk, zoolog, rektor Uniwersytetu Warszawskiego w 1831 roku
- Adam Słodowy (1923–2019) – popularyzator majsterkowania i nauk technicznych, autor książek i scenariuszy
- Andrzej Sołtan (1897–1959) – fizyk
- Katarzyna Sójka-Zielińska (1931–2019) – profesor nauk prawnych, nauczyciel akademicki Uniwersytetu Warszawskiego
- Wilhelm Sroka (1866–1939) – architekt, budowniczy
- Witold Stefański (1891–1973) – parazytolog, profesor Uniwersytetu Warszawskiego
- Andrzej Stelmachowski (1925–2009) – prawnik, polityk, marszałek Senatu, minister edukacji narodowej
- Zygmunt Straszewicz (1860–1927) – mechanik, pierwszy w historii rektor Politechniki Warszawskiej
- Jan Strzelecki (1919–1988) – socjolog, opozycjonista
- Bogdan Suchodolski (1903–1992) – pedagog, filozof, historyk kultury
- Jan Suzin (1930–2012) – prezenter telewizyjny, lektor
- Jerzy Szacki (1929–2016) –  socjolog, historyk myśli socjologicznej, profesor nauk humanistycznych
- Romana Szczepkowska (1927–2007) – żona Andrzeja Szczepkowskiego, działała w Prymasowskim Komitecie Pomocy Osobom Pozbawionym Wolności i ich Rodzinom przy kościele św. Marcina[22]
- Halina Szwarc (1923–2002) – działaczka konspiracyjna z okresu II wojny światowej, profesor medycyny, gerontolog, prorektor Akademii Wychowania Fizycznego w Warszawie, twórczyni Uniwersytetu Trzeciego Wieku
- Jan Śniechowski (1851–1922) – chemik, jeden z pionierów przemysłu barwników na ziemi łódzkiej[23],
- Anna Świderkówna (1925–2008) – historyk literatury, papirolog, popularyzatorka wiedzy o antyku i Biblii
- Władysław Tatarkiewicz (1886–1980) – filozof, historyk filozofii, prawnuk Jakuba
- Bohdan Tomaszewski (1921–2015) – dziennikarz komentator sportowy, tenisista
- Tadeusz de Virion (1926–2010) – prawnik, adwokat, dyplomata
- Jerzy Waldorff (1910–1999) – pisarz, publicysta, krytyk muzyczny, twórca Społecznego Komitetu Opieki nad Starymi Powązkami
- Michał Walicki (1904–1966) – historyk sztuki
- Mieczysław Warmus (1918–2007) – matematyk, prekursor informatyki w Polsce, profesor UW
- Józef Wolff (1852–1900) – historyk, księgarz, heraldyk i genealog
- Andrzej Woyciechowski (1946–1995) – założyciel Radia ZET
- Jan Zachwatowicz (1900–1983) – architekt, historyk architektury, twórca inicjatywy odbudowy Starówki
- Jan Zagozda (1930–2018) – dziennikarz radiowy
- Andrzej Zalewski (1924–2011) – dziennikarz radiowy
- Kazimierz Zarankiewicz (1902–1959) – matematyk, pierwszy prezes Polskiego Towarzystwa Astronautycznego
- Adam Zieliński (1931−2022) – prawnik, prezes NSA, poseł na Sejm RP, Rzecznik Praw Obywatelskich
- Jan Żabiński (1897–1974) – zoolog, popularyzator zoologii
- Stefan Żółkiewski (1911–1991) – historyk i teoretyk literatury, krytyk literacki
- Wojciech Żółtowski (1936–2015) – profesor nauk technicznych, dziekan Wydziału Inżynierii Lądowej PW
- Włodzimierz Niderhaus (1944-2020) - polski producent filmowy

## Pisarze
- Jerzy Andrzejewski (1909–1983) – powieściopisarz
- Halina Auderska (1904–2000) – powieściopisarka
- Małgorzata Baranowska (1945–2012) – poetka, krytyk i historyk literatury
- Miron Białoszewski (1922–1983) – poeta, prozaik, dramaturg, aktor
- Kazimierz Błeszyński (1881–1972) – poeta, filozof, tłumacz, autor wspomnień O mnie i nie o mnie
- Eugenia Bocquel (1799–1850) – hrabina, francuska pisarka, tłumaczka
- Stanisław Bogusławski (1804–1870) – komediopisarz
- Franciszek Bohomolec (1720–1784) – komediopisarz
- Stefan Bratkowski (1934–2021) – pisarz, dziennikarz, prawnik
- Andrzej Braun (1923–2008) – prozaik, poeta, reportażysta
- Jerzy Braun (1901–1975) – poeta, filozof, ostatni Delegat Rządu na Kraj, działacz harcerski
- Olgierd Budrewicz (1923–2011) – pisarz, dziennikarz, reportażysta, varsavianista, podróżnik
- Przemysław Burchard (1925–2008) – prozaik, reportażysta, wydawca, podróżnik
- Stanisław Cat-Mackiewicz (1896–1966) – pisarz, publicysta, Premier Rzeczypospolitej na Uchodźstwie
- Zofia Chądzyńska (1912–2003) – pisarka, tłumaczka i popularyzatorka literatury iberoamerykańskiej
- Joanna Chmielewska (1932–2013) – pisarka
- Wanda Chotomska (1929–2017) – pisarka
- Jadwiga Chrząszczewska (ok. 1870–1935) – pisarka
- Maria Dąbrowska (1889–1965) – pisarka (grób w alei zasłużonych)
- Jadwiga Łuszczewska „Deotyma” (1834–1908) – poetka i powieściopisarka romantyczna
- Franciszek Ksawery Dmochowski (1762–1808) – poeta, tłumacz, publicysta
- Jan Dobraczyński (1910–1994) – powieściopisarz
- Tadeusz Dołęga-Mostowicz (1898–1939) – pisarz
- Adolf Dygasiński (1839–1902) – pisarz
- Stanisław Dygat (1914–1978) – pisarz
- Maria Ginter (1922–2011) – pisarka, malarka, rzeźbiarka
- Cyprian Godebski (1765–1809) – prozaik, żołnierz
- Pola Gojawiczyńska (1896–1963) – pisarka
- Wiktor Gomulicki (1848–1919) – pisarz, warsawianista
- Władysław Jan Grabski (1901–1970) – pisarz
- Artur Gruszecki (1852–1929) – pisarz, dziennikarz, krytyk literacki
- Julia Hartwig (1921–2017) – poetka, eseistka
- Zbigniew Herbert (1924–1998) – poeta, prozaik, dramaturg
- Marek Hłasko (1934–1968) – pisarz
- Adam Hollanek (1922–1998) – pisarz, poeta
- Kazimiera Iłłakowiczówna (1892–1983) – poetka, prozaiczka, tłumaczka
- Ireneusz Iredyński (1939–1985) – prozaik, dramaturg, scenarzysta
- Jacek Janczarski (1945–2000) – satyryk, dramaturg
- Paweł Jasienica (1909–1970) – pisarz, historyk, eseista
- Mieczysław Jastrun (1903–1983) – poeta, eseista, tłumacz
- Jacek Kaczmarski (1957–2004) – polski poeta, prozaik, kompozytor i piosenkarz
- Stefan Kiedrzyński (1888–1943) – dramaturg, powieściopisarz
- Andrzej Kijowski (1928–1985) – pisarz, eseista
- Jan August Kisielewski (1876–1918) – brat Zygmunta, dramaturg, krytyk teatralny, współtwórca Zielonego Balonika
- Zygmunt Kisielewski (1882–1942) – ojciec Stefana, pisarz
- Maja Lidia Kossakowska (1972–2022) – pisarka, dziennikarka
- Maria Kownacka (1894–1982) – pisarka
- Jerzy Krzysztoń (1931–1982) – pisarz
- Hanna Lemańska (1959–2008) – pisarka
- Bolesław Leśmian (1877–1937) – poeta, prozaik, dramaturg i eseista (lata życia na płycie nagrobnej 1879–1937[24])
- Stefan Majchrowski (1908–1988) – pisarz, rotmistrz kawalerii
- Antoni Malczewski (1793–1826) – poeta, autor pierwszej polskiej powieści poetyckiej Maria
- Ryszard Matuszewski (1914–2010) – eseista, krytyk literacki, tłumacz literatury pięknej, autor wspomnień
- Artur Międzyrzecki (1922–1996) – poeta, prozaik, tłumacz, prezes Polskiego PEN-Clubu
- Maryna Miklaszewska (1947–2022) – pisarka, dziennikarka
- Aniela Milewska (1841−1896) − pisarka i publicystka
- Stanisław Młodożeniec (1895–1959) – poeta, współtwórca futuryzmu (grób w alei zasłużonych)
- Juliusz Niemirycz (1822–1909) – adwokat, pisarz
- Edmund Niziurski (1925–2013) – pisarz
- Antoni Edward Odyniec (1804–1885) – poeta, tłumacz, wydawca, pamiętnikarz, przyjaciel Adama Mickiewicza
- Artur Oppman ps. „Or-Ot” (1867–1931) – poeta Młodej Polski
- Agnieszka Osiecka (1936–1997) – poetka, autorka tekstów piosenek
- Ludwik Osiński (1775–1838) – literat, profesor Uniwersytetu Warszawskiego, dyrektor Teatru Narodowego
- Bronisława Ostrowska (1881–1928) – poetka, prozaiczka, autorka książek dla dzieci
- Janina Porazińska (1888–1971) – pisarka, autorka książek dla dzieci
- Bolesław Prus (1847–1912) – pisarz
- Kazimierz Przerwa-Tetmajer (1865–1940) – pisarz (ciało ekshumowano i pochowano w Zakopanem)
- Władysław Reymont (1867–1925) – pisarz (grób w alei zasłużonych)
- Maria Rodziewiczówna (1863–1944) – powieściopisarka (grób w alei zasłużonych)
- Wacław Rolicz-Lieder (1866–1912) – poeta
- Maciej Kazimierz Sarbiewski, SI (1595 – 1640) – wybitny poeta baroku (w zbiorowej mogile w XIX w.)[20]
- Fryderyk Florian Skarbek (1792–1866) – hrabia, ekonomista, polityk, powieściopisarz, historyk, ojciec chrzestny Fryderyka Chopina
- Leopold Staff (1878–1957) – poeta (grób w alei zasłużonych)
- Jan Tadeusz Stanisławski (1936–2007) – satyryk, radiowiec, aktor i autor tekstów piosenek
- Wacław Szymanowski (1821–1886) – pisarz, publicysta
- Irena Szymańska (1921–1999) – pisarka, tłumaczka
- Andrzej Szypulski (1936–2011) – pisarz, scenarzysta filmowy
- Władysław Umiński (1865–1954) – pisarz
- Melchior Wańkowicz (1892–1974) – pisarz
- Monika Warneńska (1922–2010) – pisarka
- Józef Weyssenhoff (1860–1932) – pisarz
- Stefan Wiechecki „Wiech” (1896–1979) – pisarz, publicysta, dziennikarz
- Kazimierz Wierzyński (1894–1969) – poeta
- Kazimierz Władysław Wóycicki (1807–1879) – prozaik, autor pierwszej monografii o Cmentarzu Powązkowskim
- Jerzy Zagórski (1907–1984) – poeta i Maryna Zagórska (1906–1996) – tłumaczka literatury pięknej
- Witold Zalewski (1921–2009) – pisarz, reportażysta, publicysta
- Narcyza Żmichowska ps. „Gabryella” (1819–1876) – powieściopisarka i poetka, prekursorka feminizmu
- Eugeniusz Żytomirski (1911–1975) – poeta

## Wojskowi
- Wojciech Albrycht (1892–1967) – major Wojska Polskiego, nauczyciel, działacz sportowy i kombatancki, urzędnik konsularny
- Kajetan Amirowicz (1862–1934) – tytularny generał brygady Wojska Polskiego
- Tadeusz Andersz (1918–2007) – generał brygady pilot Wojska Polskiego, kawaler Virtuti Militari
- Zbigniew Belina-Prażmowski-Kryński (1892–1954) – pułkownik dyplomowany obserwator Wojska Polskiego, konsul RP w Leningradzie
- Ignacy Blumer (1773–1830) – generał wojsk polskich, zginął w Noc Listopadową
- Aleksander Brzosko (1899–1941) – podporucznik piechoty Wojska Polskiego, kawaler Virtuti Militari
- Florian Grabczyński (1892–1963) – inżynier, generał brygady Wojska Polskiego
- Antoni Kolnarski (1898–1931) – kapitan dyplomowany piechoty Wojska Polskiego, kawaler Virtuti Militari
- Jan Lehr (1893–1919) – podporucznik piechoty Wojska Polskiego, kawaler Virtuti Militari
- Adam Leśniewski (1896–1920) – podporucznik artylerii Wojska Polskiego, kawaler Virtuti Militari, syn Józefa
- Józef Leśniewski (1867–1921) – generał porucznik Wojska Polskiego, kawaler Virtuti Militari, ojciec Adama
- Jerzy Mindziukiewicz (1927-2024) – powstaniec warszawski, działacz kombatancki, skarbnik i wiceprezes Związku Powstańców Warszawskich
- Józef Zaleski (1895–1919) – porucznik artylerii Wojska Polskiego, kawaler Virtuti Militari
- Jan Zientarski (1894–1982) – pułkownik Wojska Polskiego, kawaler Virtuti Militari

## Inne osoby
- Edward Abramowicz (1916–1960) – polityk
- Stanisława Motz-Abramowska (1867–1892) – działaczka socjalistyczna
- Edward Abramowski (1868–1918) – filozof i działacz polityczny
- Jadwiga Adamczyk (1906–1986) – bibliotekarka
- Stanisława Adamowiczowa (1888–1965) – lekarka
- Walenty Adamski (1845–1938) – powstaniec styczniowy
- Alfred Ader (1892–1941) – szermierz
- Roman Aftanazy (1914–2004) – historyk i bibliotekarz
- Kazimierz Ajdukiewicz (1890–1963) – filozof i logik
- Jan Chrzciciel Albertrandi (1731–1808) – sufragan warszawski, historyk
- Jerzy Aleksandrowicz (1886–1970) – lekarz, biolog, histolog, neurofizjolog
- Wiktor Ambroziewicz (1882–1968) – pedagog, kurator Okręgu Szkolnego Warszawskiego
- Teodor Andrault de Langeron (1804–1885) – były prezydent Warszawy
- Joanna Andrychiewiczowa (1791–1852) – kupczyni
- Czesław Andrycz (1878–1943) – architekt
- Adam Andrzejewski (1914–1998) – ekonomista
- Roman Michał Andrzejewski (1930–2015) – biolog
- Tadeusz Andrzejewski (1923–1961) – archeolog, egiptolog
- Antoni Antczak (1890–1952) – dziennikarz i działacz chadecki, samorządowiec, poseł na sejm
- Stanisław Antoszczuk (1900–1979) – pedagog, socjolog i bibliotekarz
- Antoni Anusz (1884–1935) – polityk
- Jadwiga Apołłow (1903–1944) – Sprawiedliwa wśród Narodów Świata
- Konstanty Apołłow (1902–1989) – adwokat, Sprawiedliwy wśród Narodów Świata
- Michał Arcichiewicz (1844–1861) – uczeń 6 klasy Gimnazjum Realnego, jeden z pięciu poległych
- Michał Arcichowski (1863–1937) – polityk, poseł na sejm
- Stefan Arski (1910–1993) – dziennikarz, publicysta historyczny, działacz socjalistyczny
- Rajmund Barański (1894–1971) – lekarz, b. minister
- Witold Bartnicki (1925–2008) – żołnierz AK, uczestnik akcji pod Arsenałem i Akcji w Celestynowie
- Witold Bayer (1906–1992) – prawnik
- Michał Benisławski – poseł Dumy Państwowej z ziemi witebskiej 1907, dyrektor zarządzający Polskiego Transatlantyckiego Towarzystwa Okrętowego
- Piotr Berger (zm. 1903) – ksiądz, rektora kościoła św. Jana Bożego[25]
- Kazimierz Bernaczyk-Słoński (1922–2011) – cichociemny
- Antoni Kazimierz Blikle (1844–1912) – cukiernik i społecznik
- Jan Gottlieb Bloch (1836–1902) – finansista, ekonomista, pacyfista, filantrop, zwany „królem kolei”
- Stefania Broniewska (1901-1966) – żołnierz wyklęty, łączniczka Narodowych Sił Zbrojnych, sanitariuszka podczas powstania warszawskiego, żona Zygmunta Broniewskiego – generała brygady i ostatniego Komendanta Głównego NSZ
- Bohdan Broniewski (1855–1922) – inżynier, przemysłowiec, Wiceprezydent Rady Ministrów Królestwa Polskiego i Minister Przemysłu i Handlu (1918)
- Mieczysław Broniewski (1893-1966) – chemik, potentat w dziedzinie cukrownictwa II RP
- Władysław Buchner (1859–1939) – redaktor naczelny „Muchy”
- Jerzy Buchwald (1930–2005) – kierownik produkcji[26]
- Stanisław Car (1882–1938) – prawnik, marszałek sejmu
- Stefan Ciszewski (1886–1938) – inżynier elektryk, pionier przemysłu aparatów elektrycznych
- Kazimierz Chełchowski (1858–1918) – lekarz, działacz społeczny
- Zygmunt Choromański (1892–1968) – sufragan warszawski
- Tadeusz Chyliński (1911–1978) – inżynier, konstruktor lotniczy
- Franciszek Czarnomski (1783–1855) – generał powstania listopadowego
- Adam Michał Czartoryski (1906–1998) – doktor biologii, właściciel dóbr Głuszyn, Babki i Wiry, kapitan WP i AK
- Gabriel Czechowicz (1876–1938) – ekonomista i prawnik, minister skarbu
- Bronisław Wacław Dąbrowski (1917–1997) – b. sekretarz generalny Episkopatu Polski, sufragan warszawski
- Zofia Dembińska (1916–2006) – z d. Gordziałkowska herbu Leliwa[27][28][29]
- Leon Dembowski (1789–1878) – polityk konserwatywny, pamiętnikarz, ojciec Edwarda
- Jan Dekert (biskup) (1786–1861) biskup sufragan warszawski
- Gustaw Dobrucki (1873–1943) – lekarz, polityk, minister
- Konstanty Dowbor-Muśnicki (1857–1931) – generał, brat Józefa
- Piotr Drzewiecki (1865–1943) – prezydent Warszawy
- Onufry Drucki-Lubecki (zm. 1841) – radca stanu, marszałek szlachty powiatu pińskiego[30]
- Teodor Dydyński (1836–1921) – prawnik
- Jan Fajęcki (1922–2012) – polityk, poseł na Sejm, wydawca, wykładowca
- Michał Falzmann (1953–1991) – inspektor NIK
- Tadeusz Faryna (1923–1970) – doktor medycyny
- Andrzej Fedorowicz (1955–2008) – działacz opozycji antykomunistycznej, twórca II Programu Radia „Solidarność”
- Rudolf Froniek (1851–1924) – główny skarbnik Dyrekcji Teatrów Warszawskich, ławnik Sądu Pokoju[31]
- Franciszek Ksawery Fuchs (1798–1885) – przemysłowiec (Czekoladki Fuchsa)
- Stanisław Gajewski (1912–1995) – dyplomata, urzędnik państwowy
- Wacław Gajewski (1911–1997) – biolog, genetyk
- Stanisław Gall (1865–1942) – sufragan warszawski
- Jakub Gerlicz (1792–1872) – wiceprezydent Warszawy
- Jerzy Gerlicz (1905–1996) – inżynier rolnictwa, lotnik podczas II wojny światowej
- Wiesław Gerlicz (1872–1933) – inżynier-elektryk, przedsiębiorca, poseł na Sejm II RP I kadencji (1922–1927)
- Ludwik Antoni Gibel (1909–1992) – pułkownik WP, kawaler Virtuti Militari[32]
- Agaton Giller (1831–1887) – jeden z przywódców powstania styczniowego
- Hipolit Gliwic (1878–1943) – ekonomista, polityk, minister
- Franciszek Górski (1783–1838) – polski wojskowy, generał brygady Wojsk Polskich Królestwa Kongresowego.
- Jerzy Gościcki (1879–1946) – ekonomista, polityk, minister
- Andrzej Kazimierz Grabski (1908–1965) – polityk
- Stanisław Grabski (1871–1949) – polityk
- Aleksander Graybner (1786–1847) – zasłużony prezydent m. Warszawy
- Natalia Greniewska (1883–1959) – posłanka na sejm III kadencji II RP z listy BBWR
- Henryk Greniewski (1903–1972) – logik, cybernetyk, dr nauk filozoficznych, profesor nadzwyczajny UW
- Ewa Grochowska (1920–1944) – łączniczka AK, zginęła w powstaniu warszawskim, odznaczona Krzyżem Walecznych[33]
- Roman Grochowski (1892–1942) – wojewoda wołyński (grób symboliczny)[34]
- Ewa Grodecka (1904–1973) – jedna z założycielek polskiego harcerstwa, harcmistrzyni
- Konstanty Gruszecki (1803–1874) – członek senatu, sekretarz kancelarii Rady Stanu Królestwa Polskiego
- Władysław Gruszecki (1812–1876) – prawnik i ekonomista, członek Rady Stanu Królestwa Polskiego
- Mieczysław Henisz (1889–1940?) – poseł na Sejm III Kadencji (1930–1935) z ramienia BBWR (grób symboliczny)
- Władysław Jabłoński (1872–1952) – prezydent Warszawy
- Adam Jakubowski (1801–1882) – ksiądz, rektor Zgromadzenia XX. Pijarów w Krakowie, proboszcz kościoła Świętego Krzyża w Warszawie
- Stefan Jaroszek (1920–2013) – działacz ludowy, polityk, poseł
- Karol Jaroszyński (1878–1929) – rosyjski przedsiębiorca i finansista pochodzenia polskiego, był jednym z najbogatszych i wpływowych ludzi w carskiej Rosji, oraz najbogatszym Polakiem na przełomie XIX i XX w.,
- Izabela Jaruga-Nowacka (1950–2010) – polityk, b. wicepremier, minister polityki społecznej
- Tadeusz Jedynak (1949–2017) – polityk, związkowiec
- Michał Kaczorowski (1897–1975) – ekonomista, polityk PZPR, b. minister
- Rajmund Kaczyński (1922–2005) – fizyk, żołnierz Armii Krajowej, ojciec Lecha i Jarosława Kaczyńskich
- Zygmunt Kaczyński (1894–1953) – duchowny katolicki, polityk chadecki, członek rządów RP na uchodźstwie
- Wanda Kamińska (1918–2013) – taterniczka
- Gustaw Kamieński (1848–1930) – inżynier, powieściopisarz i dramaturg
- Adam Karczewski (1860–1909) – lekarz, ordynator Szpitala Dzieciątka Jezus w Warszawie
- Leopold Karcher (1933–1987) – pilot, zginął w katastrofie lotniczej w Lesie Kabackim
- Jan Kiliński (1760–1819) – jeden z przywódców insurekcji warszawskiej
- Stanisław Kindler (1790–1862) – podpułkownik, dowódca 4 Pułk Piechoty Liniowej Królestwa Kongresowego
- Zofia Kirkor-Kiedroniowa (1872–1952) – działaczka społeczna
- Adam Klaczyński (1958–2013) – dziennikarz, kwatera 36-1-24
- Czesław Klarner (1872–1957) – inżynier technolog, polityk, minister
- Maria Kobuszewska-Faryna (1920–2009) – profesor medycyny, anatomopatolog
- Stanisław Komorowski (1953–2010) – dyplomata, polityk, wiceminister spraw zagranicznych, wiceminister obrony narodowej
- Stefan Kopciński (1878–1934) – lekarz, społecznik i polityk
- Stanisław Korwin-Szymanowski (1925–2008) – działacz harcerski, twórca Ruchu Programowo-Metodycznego ZHP „Ruch Kamykowy”
- Adam Amilkar Kosiński (1814–1893) – powieściopisarz, heraldyk
- Wacław Koskowski (1873–1925) – proboszcz parafii Postoliska, budowniczy tamtejszego kościoła
- Irena W. Kosmowska (1856–1931) – literatka, publicystka, działaczka społeczno-oświatowa
- Lucyna Kotarbińska (1858–1941) – publicystka, działaczka społeczna
- Włodzimierz Tadeusz Kowalski (1934-1990) – historyk
- Korneli Kozerski (1812–1893) – radca stanu, który w 1890 r., z własnych pieniędzy wyremontował krakowski kopiec Wandy[35]
- Leon Kozłowski (1892–1944) – archeolog, polityk, premier rządu RP 1934–1935
- Zbigniew Józef Kraszewski (1922–2004) – sufragan warszawsko-praski, duszpasterz kombatantów
- Władysław Krombach (1839–1905) – duchowny katolicki, ksiądz, w latach 1887–1889 proboszcz parafii Opieki Matki Bożej Bolesnej w Nowym Mieście nad Pilicą
- Leopold Julian Kronenberg (1849–1937) – baron, finansista, przemysłowiec, ziemianin, syn Leopolda Kronenberga
- Alfons Kühn (1878–1944) – inżynier, polityk, minister
- Stanisław Kukuryka (1928–2010) – prawnik, polityk, minister
- Grażyna Kuroń (1940–1982) – opozycjonistka, żona Jacka Kuronia, matka Macieja Kuronia
- Maciej Kuroń (1960–2008) – publicysta kulinarny, dziennikarz
- Adam Kuryłowicz (1890–1966) – kolejarz, polityk, b. minister
- Jan Kwapiński (1885–1964) – polski polityk, działacz PPS, prezydent Łodzi (1939), wicepremier (1943–1944) i minister (1942–1947) Rządu RP na uchodźstwie
- Maria Kwaśniewska (1913–2007) – oszczepniczka, medalistka olimpijska, działaczka ruchu olimpijskiego
- Ludomił Lewenstam (1888–1944) – dziennikarz
- Eugeniusz Lewenstern (1873–1929) – lekarz
- Stanisław Lilpop (1817–1866) – przemysłowiec, konstruktor
- Edward Lipiński (1888–1986) – ekonomista i polityk
- Jan Lipiński (1918–2016) – ekonomista
- Stanisław Lubomirski (1704–1793) – magnat, wojewoda kijowski
- Tadeusz Lutoborski (1926–2010) – ekonomista, prezes Stowarzyszenia Rodzina Katyńska
- Bożena Mamontowicz-Łojek (1937–2010) – historyk baletu i teatrolog, ofiara katastrofy smoleńskiej
- Eugenia Łojek (1896–1971) – wdowa po Leopoldzie Łojku
- Jerzy Łojek (1932–1986) – historyk i pisarz
- Leopold Łojek (1897–1940) – doktor nauk medycznych, major lekarz Wojska Polskiego, ofiara zbrodni katyńskiej
- Tomasz Andrzej Łubieński (1784–1870) – hrabia, generał, wiceprezydent Warszawy, dyr. budowy kolei Warszawsko-Wiedeńskiej
- Wacław Majewski (1891–1983) – sufragan warszawski
- Franciszek Malczewski (1754–1819) – pierwszy prymas Królestwa Polskiego, arcybiskup warszawski
- Bożena Mamontowicz-Łojek (1937–2010) – Przewodnicząca fundacji katyńskiej
- Michał Mankielewicz (1855–1911) – jubiler, mecenas sztuki
- Klara Markowska (1860–1926) – żona rzeźbiarza Juliana Markowskiego
- Stefan Meller (1942–2008) – dyplomata, polityk, minister spraw zagranicznych
- Józef Miaskowski (1744–1804) – pierwszy i jedyny biskup warszawski
- Władysław Miziołek (1914–2000) – biskup katolicki
- Kazimierz Młodzianowski (1880–1928) – malarz, polityk, minister
- Franciszek Młokosiewicz (1769–1845) – generał powstania listopadowego
- Jan Mosdorf (1903–1943) – publicysta, doktor filozofii, prezes Związek Akademicki Młodzież Wszechpolska
- Antoni Morawski (zm. 1897) – generał, dowódca brygady artylerii[36]
- Maria Mościcka (1896–1979) – pierwsza dama
- Michalina Mościcka (1871–1932) – pierwsza dama
- Augustyn Mystkowski (1894–1976) – konstruktor mostów i budynków wysokościowych w USA
- Fryderyk Karol Nesselrode (1786–1868) – rosyjski generał, ojciec Marii Kalergis, brat Karola Nesselrode
- Eligiusz Niewiadomski (1869–1923) – malarz, zabójca pierwszego prezydenta RP Gabriela Narutowicza
- Stanisław Nowodworski (1873–1931) – prawnik, prezydent Warszawy
- Marceli Nowotko (1893–1942) – działacz komunistyczny
- Leopold Okulicki ps. „Niedźwiadek” (1898–1946) – ostatni komendant AK (grób symboliczny)
- Władysław Olendzki (1842–1894) – dziennikarz, literat
- Karol Olpiński (1876–1944) – wojewoda tarnopolski i podsekretarz stanu w MSW
- Stanisław Leszek Olszewski (1929–2007) – działacz spółdzielczy, społeczny i turystyczny
- Małgorzata Ostrowska (1958–1987) – stewardesa ofiara katastrofy lotniczej w lesie kabackim
- Dominik Ludwik Pawlikowski (1879−1952) − architekt, urbanista
- Marcin Zbigniew Pawlikowski (1922−1999) − architekt, wykładowca akademicki
- Antoni Pawłowski (generał) (1781-1859) – generał brygady Wojska Polskiego
- Jan Perkowski (1911–2002) – kawaler Orderu Virtuti Militari
- Bolesław Piasecki (1915–1979) – działacz polityczny, twórca „Stowarzyszenia PAX”
- Janusz Piechurski (1926–1993) – reżyser dźwięku[37]
- Maksymilian Piętkowski (zm. 1889) – powstaniec styczniowy
- Aleksandra Piłsudska (1882–1963) – druga żona marszałka Józefa Piłsudskiego
- Jadwiga Piłsudska (1920–2014) – pilotka wojskowa, inżynier, architektka, córka Józefa
- Wanda Piłsudska (1918–2001) – lekarz psychiatra, córka Józefa
- Anna Piskorska-Chlebowska (1929–1983) – chemiczka, działaczka opozycji demokratycznej w PRL
- Katarzyna Piskorska (1937–2010) – rzeźbiarka, medalierka, ofiara katastrofy smoleńskiej
- Maria Piskorska (1906–1980) – instruktorka harcerska, działaczka niepodległościowa
- Tomasz Piskorski (1898–1940) – prawnik, harcmistrz Rzeczypospolitej, p.o. Naczelnika Harcerzy, zginął w Charkowie (grób symboliczny)
- Anna Podgórska (1885–1968) – działaczka niepodległościowa, nauczycielka
- Przemysław Podgórski (1879–1953) – działacz niepodległościowy, inżynier
- Zygmunt Policiewicz ps. „Świerk” (1907–1965) – kapitan lotnictwa AK, cichociemny
- Michał Jerzy Poniatowski (1736–1794) – prymas Polski, brat ostatniego króla
- Antoni Ponikowski (1878–1949) – polityk, premier, rektor PW
- Cezary Ponikowski (1853–1944) – adwokat, pierwszy prezes Naczelnej Rady Adwokackiej
- Krzysztof Porwit (1922–2013) – ekonomista, uczestnik powstania warszawskiego
- Andrzej Potworowski (1939−2023) – dyplomata, ambasador RP w Finlandii, przedsiębiorca
- Jolanta Potyra (1946–1987) – stewardesa ofiara katastrofy lotniczej w Lesie Kabackim
- Jan Przanowski (1873–1941) – adwokat, poseł na Sejm Rzeczypospolitej Polskiej III kadencji 1930–35
- Stefan Przanowski (1874–1938) – inżynier-mechanik, przemysłowiec, działacz gospodarczy, minister, dyrektor fabryki Norblin, Bracia Buch i T. Werner w Warszawie
- Władysław Przanowski (1880–1937) – inżynier, pedagog, założyciel i dyrektor Państwowego Instytutu Robót Ręcznych w Warszawie
- Grzegorz Przemyk (1964–1983) – syn poetki Barbary Sadowskiej zamordowany przez MO
- Kazimierz Pużak (1883–1950) – działacz PPS
- Marian Rapacki (1884–1944) – działacz polityczny i gospodarczy, teoretyk spółdzielczości
- Józef Rawicz – polski bankier, amerykański urzędnik konsularny
- Józef Robakowski (1899–1938) – starosta sępoliński
- Antoni Rogalewicz (1822–1886) – nauczyciel rządowy, popularyzator nowoczesnej wiedzy rolniczej
- Michalina Rogalewiczówna (1828–1846) – działaczka niepodległościowa
- Aleksandra Rogowska (zm. 1983) – harcmistrz, organizatorka Szarych Szeregów w Milanówku
- Stanisław Rohn (1845–1896) – inżynier, budowniczy mostów i linii tramwajowych
- Stefan Rowecki ps. „Grot” (1895–1944) – komendant AK
- Julian Różycki (1834–1919) – farmaceuta, działacz społeczny
- Edward Śmigły-Rydz (1886–1941) – marszałek Polski
- Stanisława Ryster (1942–2024) – prawniczka i prezenterka telewizyjna
- Franciszek Ryx (1732–1799) – kamerdyner króla Stanisława Augusta, starosta piaseczyński
- Antoni Rzempołuski (1754–1852) – prezes Trybunału Cywilnego w Kaliszu, sędzia Sądu Najwyższej Instancji
- Michalina Rzyszczewska (1816–1883)
- Zofia Sadowska (1887–1960) – lekarka, działaczka feministyczna i społeczna.
- Roman Schwakopf (1882–1960) – doktor prawa, sędzia Sądu Najwyższego i Najwyższego Trybunału Narodowego[38]
- Władysław Sczaniecki (1869–1942) – działacz spółdzielczości mleczarskiej
- Władysław Siła-Nowicki (1913–1994) – adwokat, działacz polityczny, obrońca w procesach politycznych
- Ludwik Slaski (1898–1976) – ziemianin, działacz społeczny i gospodarczy,
- Zygmunt Słomiński (1879–1943) – prezydent Warszawy
- Helena Stankiewicz (1904–1996) – „Pani na Berżenikach”, działaczka społeczna, autorka wspomnień i wierszy
- Tadeusz Sułowski (1874–1952) – inżynier-elektryk, przedsiębiorca, wieloletni dyrektor zarządzający koncernu Siła i Światło
- Wanda Szafirówna (1899–1919) – kurierka naczelnego dowództwa WP, dama Orderu Virtuti Militari[39]
- Władysław Szcześniak (1858–1926) – sufragan warszawski
- Zygmunt Szempliński (1900–1967) – ekonomista i publicysta
- Bogumił Szumski (1896–1957) – kawalerzysta, brat Marii Dąbrowskiej
- Zbigniew Ścibor-Rylski (1917-2018) – polski lotnik, oficer Armii Krajowej, generał brygady WP
- Zofia Ścibor-Rylska (1918–1999) – kurier wywiadu Armii Krajowej, powstaniec warszawski
- Arnold Szylling (1884–1920) – pułkownik, dowódca
- Artur Śliwiński (1877–1953) – historyk, polityk, premier
- Stanisław Śliwiński (1869–1929) – inżynier rolnik, działacz gospodarczy i społeczny, polityk, minister
- Irena Tomalak (1895–1971), oficer Wojska Polskiego, żołnierz Armii Krajowej i powojennego podziemia antykomunistycznego (w stopniu majora), więzień polityczny w okresie stalinowskim
- Ignacy Turkułł (1798–1856) – hrabia, sekretarz stanu Królestwa Polskiego
- Stanisław Tylicki (1895–1918) – uczestnik szarży pod Rokitną, kawaler Virtuti Militari, syn Justyny Budzińskiej-Tylickiej
- Teodor Waga, SchP (1739–1801), historyk, nauczyciel (w zbiorowej mogile w XIX w.)[20]
- Teresa Walewska-Przyjałkowska (1937–2010) – przedstawicielka katyńskiej fundacji Golgota Wschodu
- Zofia Gawrońska-Wasilkowska (1910–1996) – prawnik, polityk
- Jan Wasilkowski (1898–1977) – prawnik, polityk
- Stanisław Węglowski (1906–1967) – podpułkownik, żołnierz podziemia
- Stanisław Węgrzecki (1765–1845) – prawnik, dwukrotny Prezydent m.st. Warszawy
- Andrzej Wierzbicki (1877–1962) – inżynier, działacz gospodarczy, założyciel i prezes Centralnego Związku Polskiego Przemysłu, Górnictwa, Handlu i Finansów Lewiatan
- Stanisław Wigura (1901–1932) – konstruktor lotniczy, lotnik (grób w alei zasłużonych)
- Henryk Witaczek (1901–1978) – pionier w dziedzinie jedwabnictwa w Polsce, przemysłowiec, przedsiębiorca, innowator i założyciel Centralnej Doświadczalnej Stacji Jedwabniczej w Milanówku
- Kalikst Witkowski (1818–1877) – Prezydent m.st. Warszawy
- Maria Wojciechowska (1869–1959) – pierwsza dama
- Stanisław Wojciechowski (1869–1953) – Prezydent RP
- Maria Wojtkowska (1932–2015) – polska spadochroniarka, pilot i instruktor samolotowy
- Kazimierz Woyda (1812–1877) – Prezydent m.st. Warszawy
- Jan Wójcicki (1764–1840) – lekarz Stanisława Augusta, ojciec Kazimierza Władysława
- Ignacy Zaborowski, SchP (1754–1803), matematyk, geodeta (w zbiorowej mogile w XIX w.)[20]
- Józef Zajączek (1752–1826) – książę, generał, namiestnik Królestwa Polskiego (na Powązkach umieszczono jego wnętrzności bez serca, ciało spoczęło w Opatówku)
- Andrzej Zalewski (1924–2011) – dziennikarz
- Andrzej Zawada (1928–2000) – alpinista
- Czesław Zawistowski – wiceprezydent m.st. Warszawy, major WP, kawaler Orderu Virtuti Militari
- Edward Żółtowski (1775–1842) – generał dywizji, dziadek Deotymy
- Franciszek Żwirko (1895–1932) – pilot wojskowy i sportowy (grób w alei zasłużonych)
- Wojciech Żywny (1756–1842) – pierwszy nauczyciel Fryderyka Chopina

Na cmentarzu spoczywa też wielu najbliższych krewnych: Fryderyka Chopina, Henryka Sienkiewicza, Cypriana Kamila Norwida, Marii Skłodowskiej-Curie, Matyldy Krzesińskiej, Ignacego Mościckiego, Henryka Siemiradzkiego.